# ホンダ・アコード
アコード（ACCORD、雅閣）は、本田技研工業が生産・販売しているDセグメントの乗用車である。生産・1976年〜(日本・タイ・アメリカ)

## 概要
1976年に145の後継モデルとして登場。かつてはミドルクラスに位置していたが、シビックのミドルクラスへの移行とインスパイアの生産終了に伴い、アッパーミドルクラスへと移行している。また、ホンダを代表する世界戦略車でもあり、北米市場やイギリスなどで販売台数の上位を占める。レジェンドが販売されていない時期（1985年以前、2012年 - 2015年、2021年以降）は同社のフラッグシップモデルの座を担っている。
初登場時の形態は1.6Lエンジンを搭載した中型の3ドアハッチバック車であり、同社のシビックから、より上位の車種への買い替えを求める層の受け皿として開発された。開発責任者（LPL）はシビックも手がけた木澤博司が担当。開発は「654計画」と呼ばれ、先に中止されていた2.0L直列6気筒エンジンを搭載するアッパーミドルカー「653計画」のスタッフが加わっている。
6代目から8代目までは、仕向先の市場によってサイズおよびデザインの異なるボディが与えられていた。

## 初代 SJ/SM型（1976年 - 1981年）

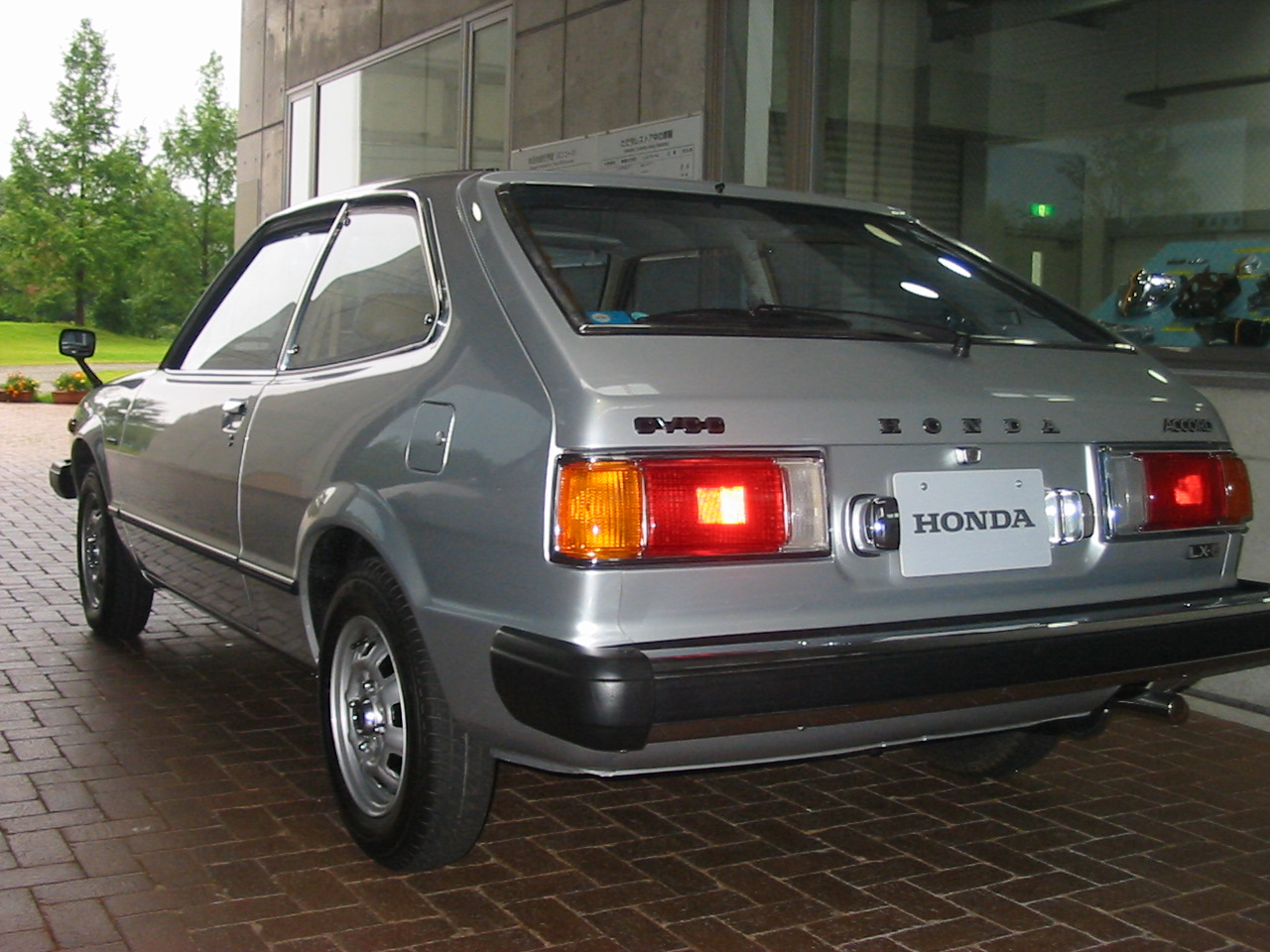
ハッチバック（リア）
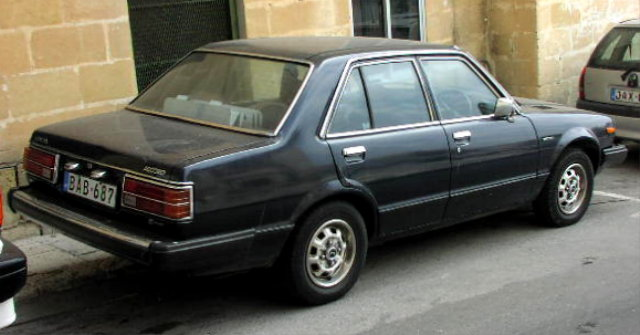
セダン（リア）
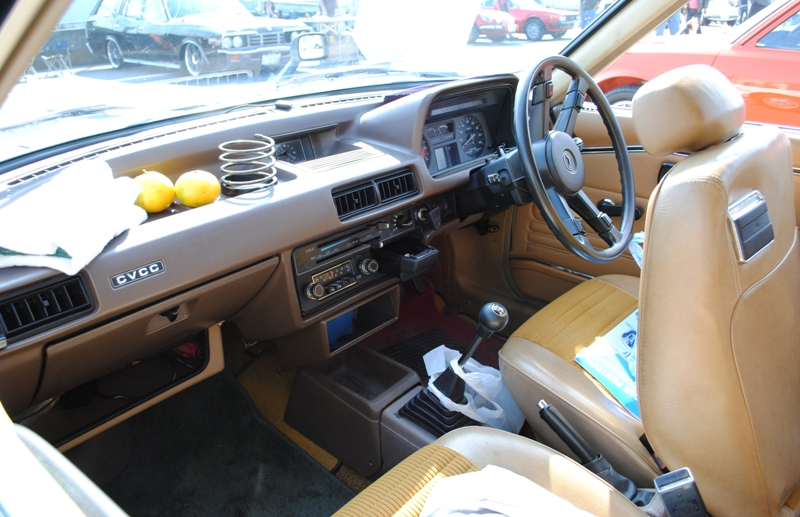
車内

1976年5月8日
中型の3ドアハッチバック車として登場した。近い車格では145クーペ以来となる。好燃費・低公害を主眼に設計され、アメリカ及び日本では、昭和51年排出ガス規制をクリアしたCVCC仕様のEF型エンジンが搭載されていた。設備投資を抑えるため、シビック用1.5Lエンジンを最大限までストロークアップしたエンジンとなっている。
1977年10月14日
1973年11月のホンダ・145セダンの販売終了以来、3年11か月ぶりとなるノッチバックの4ドアサルーンを追加発売。
1978年9月1日
昭和53年排出ガス規制をクリアした1.8LのEK型エンジンへと換装し1.6Lモデルを廃止。また最上級グレード「EX」には、当時の国産車では珍しかった車速感応型パワーステアリングが標準装備され、その後追加された「EX-L」にはパワーウインドウが、1800サルーン「EX-L」にはフルオートエアコンが追加された。1800サルーンのダッシュボードはトレイのないデザインとなっている。
1979年10月
それまでは2速のホンダマチックに3速（オーバードライブ）を追加し、パワーステアリングを装備した1800サルーン「ES」が追加された。
1980年4月25日
エンジンがCVCC-IIにバージョンアップされ、パワーアップとラピッド・レスポンスコントロールシステムによる運転性の向上が図られた。同時に、サルーンのヘッドライトを角目4灯式にデザイン変更。
1980年7月
1.6Lモデルの再登場。クイントと同スペックのEP型エンジンが搭載された。
初代アコードは、約90ヵ国に輸出された。
- ハッチバック（リア）
- セダン（リア）
- 車内

## 2代目 SY/SZ/AC/AD型（1981年 - 1985年）
1981年9月22日
フルモデルチェンジ。同時に姉妹車のビガーが誕生した。
エンジンは先代からキャリーオーバーされたEP型とEK型の2種。オプションで、前後の荷重変化による車高変化を修正して2段階の車高変化が可能な、「オートレベリングサスペンション」を装着できた。クルーズコントロールは全グレードに装備され、操作スイッチはステアリング・ホイールに取り付けられた。また世界で初めて民生用カーナビゲーション（自社開発のガスレートジャイロ方式）がメーカーオプションとして用意された。運転席と助手席を各々の目的に最適設計した「性格分けパーソナルシート」を採用している。また、この代より、フロントウインドウが全てのグレードにおいて合わせガラスとなっており、安全性の向上が図られている。
1982年11月3日
一部変更。ホンダマチックは4速フルオートマチックへ改良された。
1983年6月17日
マイナーチェンジ。エンジンフードも変更されセミコンシールドワイパーとなった。前期型では全車逆スラントノーズであったが、サルーンはバーチカルノーズに、ハッチバックは同年登場の3代目シビックにも通じるスラントノーズに変更されフロントマスクのイメージが大きく変化した。
エンジンは1.6LがEY型、1.8LがES型へそれぞれ変更。また、ABS（呼称は、4w A.L.B）搭載車も一部グレードに設定された。「性格分けパーソナルシート」を更に見直し、サルーンとハッチバックで各々に最適な座面形状に変更している。
1984年5月24日
1.8Lエンジンに電子制御燃料噴射装置の「PGM-FI」仕様が追加された。なお、このエンジンはCVCCを採用していない。

### アメリカでの販売
1982年に、日本車として初めてアメリカ、オハイオ州メアリーズビル工場で生産されることになった。アメリカでは非常に高い人気を誇る。
なお北米仕様はヘッドライトが初代ビガーと同じく、SAE規格の角型4灯となっている。

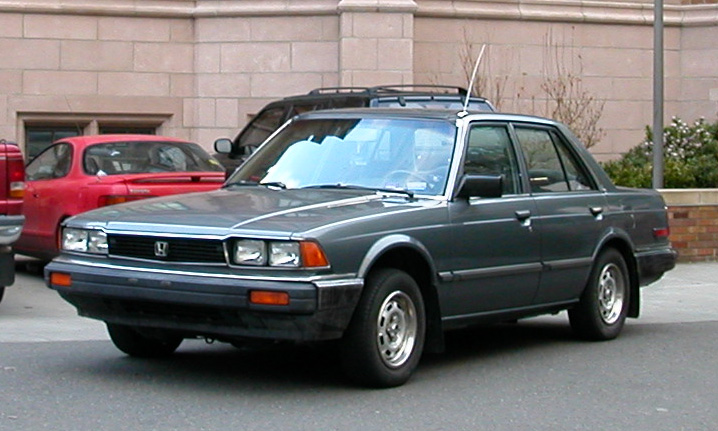
前期型（北米仕様）
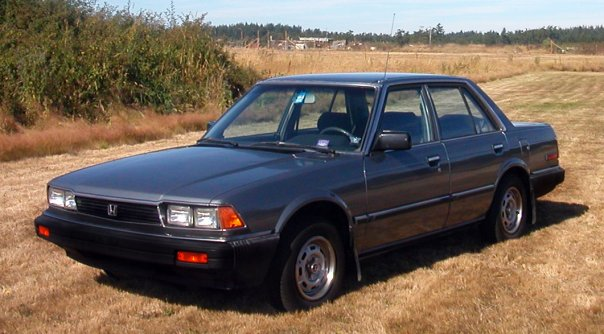
前期型（北米仕様）
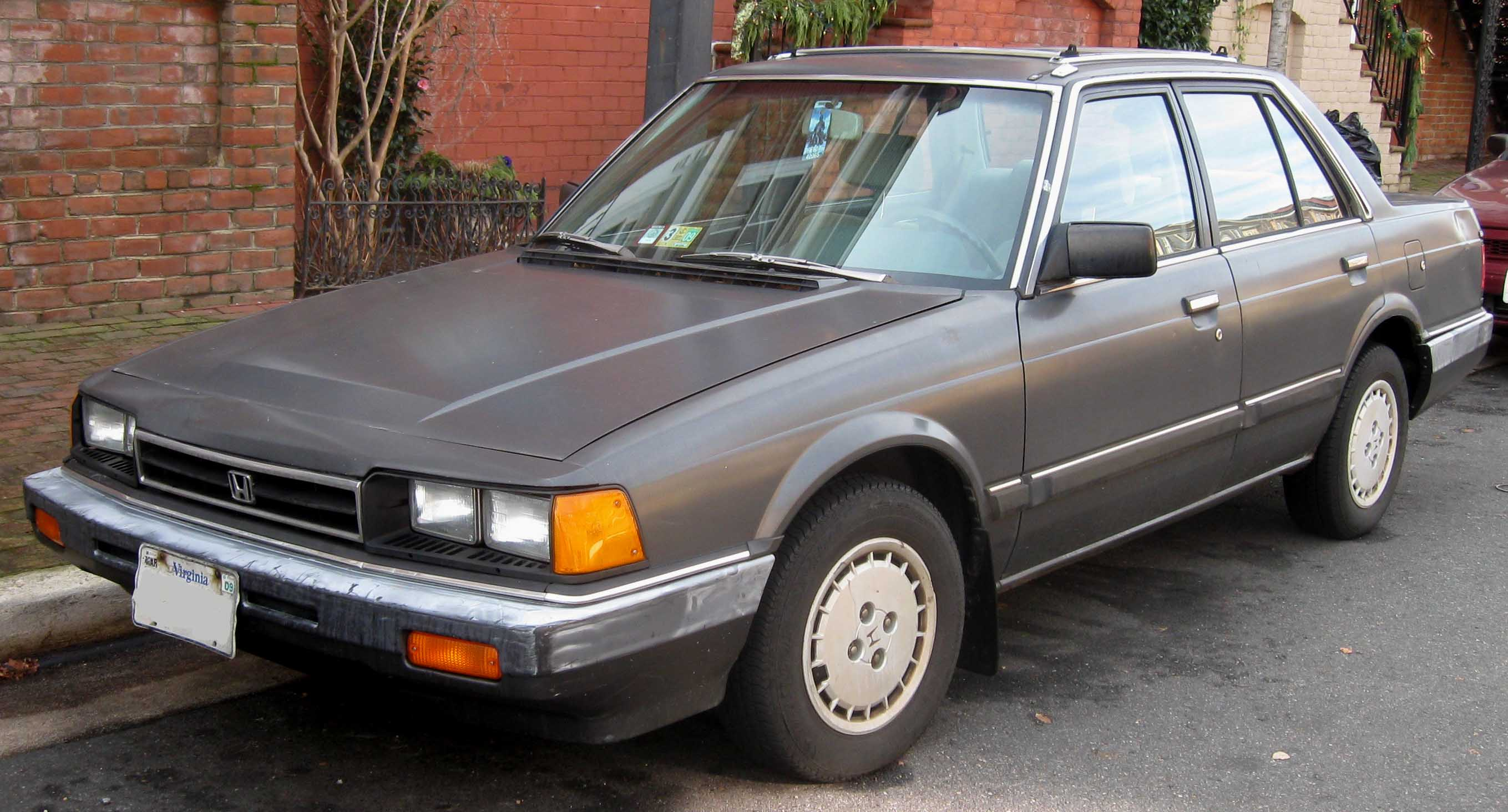
後期型（北米仕様）
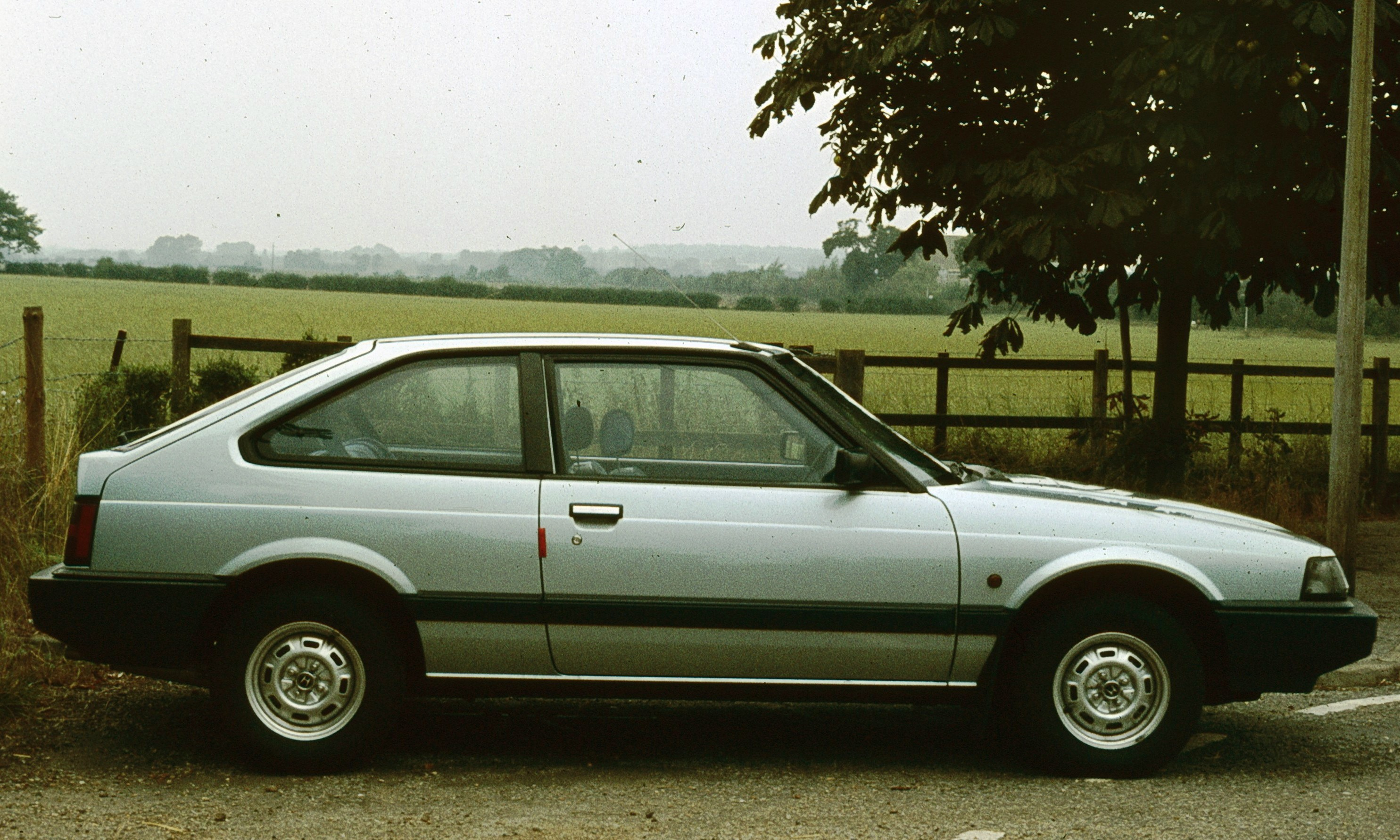
ハッチバック

## 3代目 CA1/2/3/4/5/6型（1985年 - 1990年）
1985年6月4日
セダンをフルモデルチェンジ。国内、北米、オセアニアモデルはリトラクタブル・ヘッドライト、ヨーロッパモデルは異型4灯式ヘッドランプ（セダン）を採用するなど、仕向地によってフロントフェイスが変更された。
搭載エンジンは一新され、新開発のDOHCエンジンであるB18A型/B20A型（PGM-FI仕様）とSOHCのA18A型の3種類となる。B20A型はシリンダーヘッドだけでなく、当時鋳鉄製が主流だったシリンダーブロックもアルミニウム製で、エンジン重量あたりの出力効率は当時の世界一を記録した。サスペンションにはそれまでのストラット式サスペンションからダブルウィッシュボーン式サスペンションを採用。4輪すべてがダブルウィッシュボーン式となったのはFF量産車として初めてとなる。ボディデザインはフラッシュサーフェス処理により空力に優れ、cd値0.32を達成した。1985年日本カー・オブ・ザ・イヤーを受賞している。
1985年7月20日
3ドアハッチバックがフルモデルチェンジ。日本と欧州ではシューティングブレークスタイルの「アコードエアロデッキ」が導入された一方、北米とオーストラリアでは初代・2代目と同様のファストバックタイプが導入された。搭載エンジンはB18A型、B20A型、A18A型。セダンと異なり、欧州市場でもリトラクタブルライトのフロントフェイスを採用した。
1987年5月
国内モデルをマイナーチェンジ。2.0LモデルにA20A型エンジン仕様の追加、大型バンパー、カラードドアミラー、リアコンビネーションランプの意匠変更、B20A型のヘッドカバーの金から黒への塗装色変更、2.0Lモデルのブレーキローター径の変更、ATの改良、インテリアトリムの変更、電動格納式ドアミラーの追加等が行われた。
1987年7月3日
ヨーロッパ仕様と同等の薄形異型2灯式ヘッドライトを装着した「アコードCA」の販売を開始。「CA」とは「CONTINENTAL ACCORD」を意味する。
1988年4月8日
アメリカのオハイオ州で開発および生産された2ドアノッチバックボディのアコードクーペ（左ハンドル仕様）の日本での販売が開始され、日本国外の日本車工場の乗用車を輸入して販売するのは、これが史上初となった。搭載エンジンはA20A型のみ。同時に「アコードCA」にもDOHCエンジン搭載車が追加される。
1988年9月
一部変更。ATにシフトロックシステムが追加。同時にエアコンを標準装備して価格を引き下げた「スーパーステージ」が発売される。
型式は以下のとおり
- CA1=A18Aエンジン、1.8L、シングルキャブ（日本）
- CA2=B18Aエンジン、1.8L、CVデュアルキャブ（日本）
- CA3=B20Aエンジン、2.0L、PGM-FI（日本）
- CA4=A16Aエンジン、1.6L、シングルキャブ（南欧）
- CA5=A20Aエンジン、2.0L、特装車。シングルキャブ／PGM-FI（日本、北米、欧州、豪州）、B20Aエンジン、2.0 L、PGM-FI（欧州）
- CA6=A20Aエンジン、2.0L、PGM-FI（日本に輸入されたクーペ）

発売後、旧ホンダ店がクリオ店とプリモ店に分割され、のちにアコードはクリオ店専売車種となるが（プリモ店向けの後継車両はアスコット）、このモデルまでは経過措置としてプリモ店でも併売されていた（「CA」はクリオ店専売車種）。逆に、のちにプリモ店専売車種となるシビックも同じ理由で1987年まではプリモ店とクリオ店の併売だった。

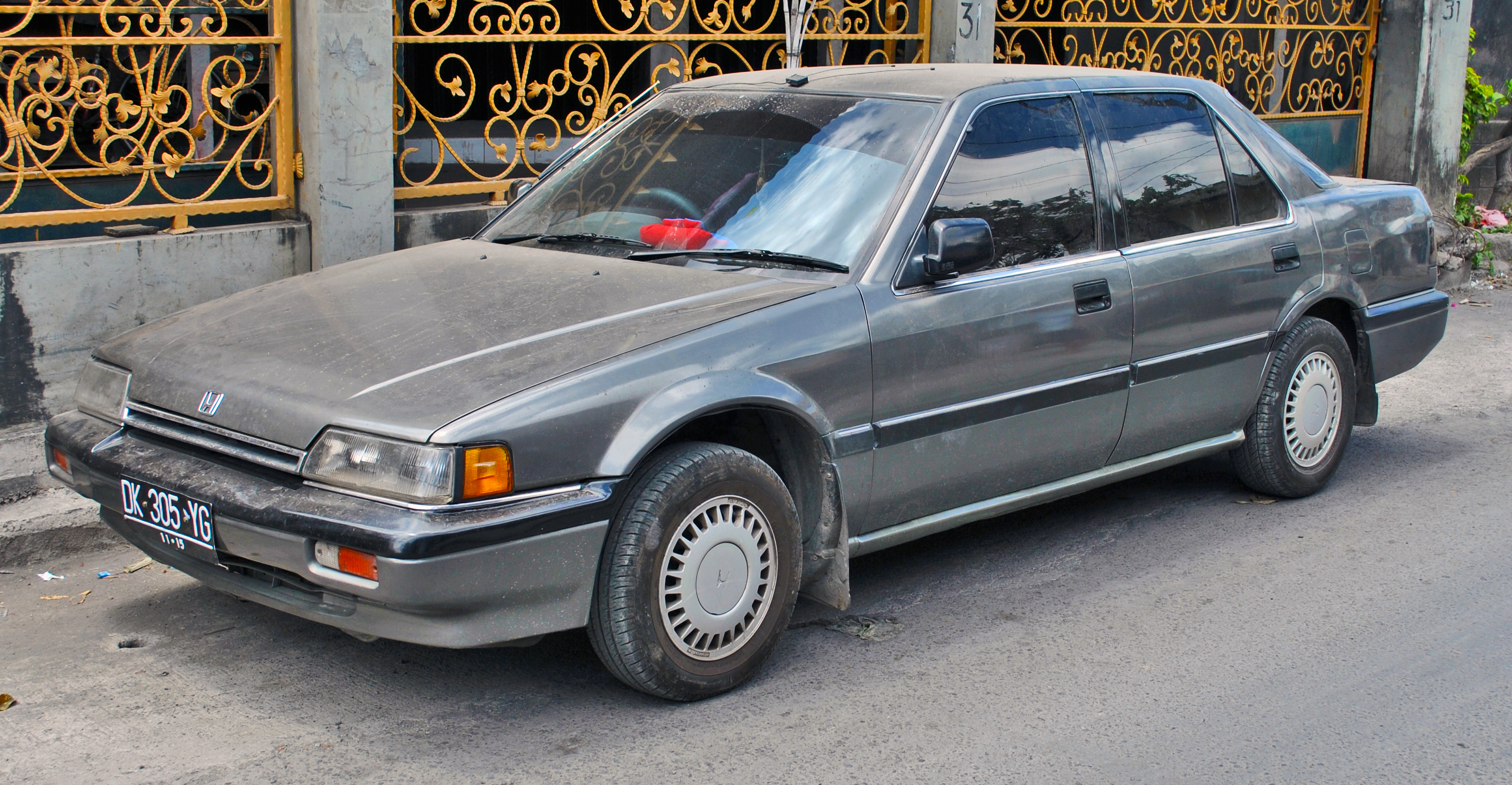
アコードCA
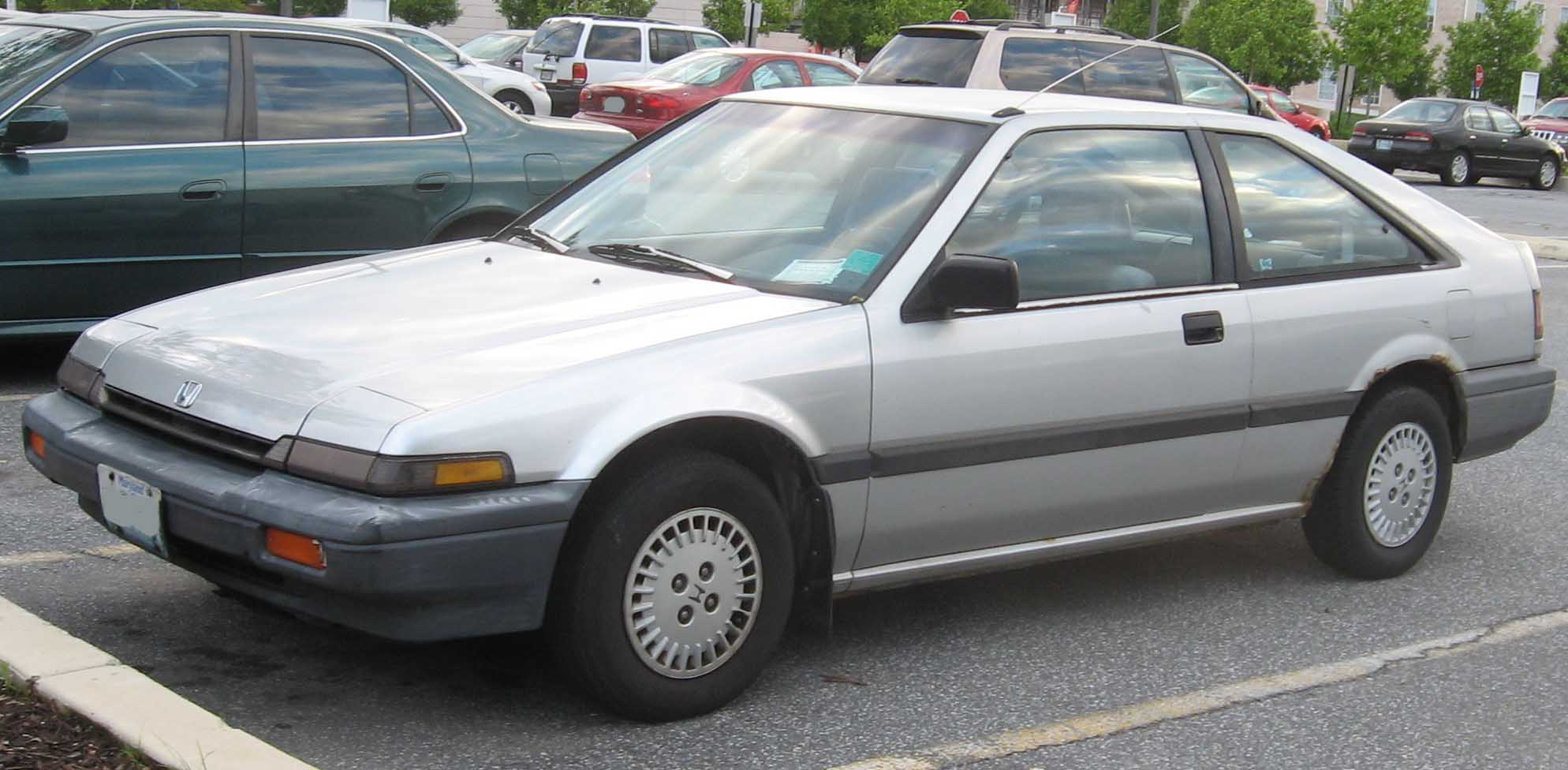
ハッチバック
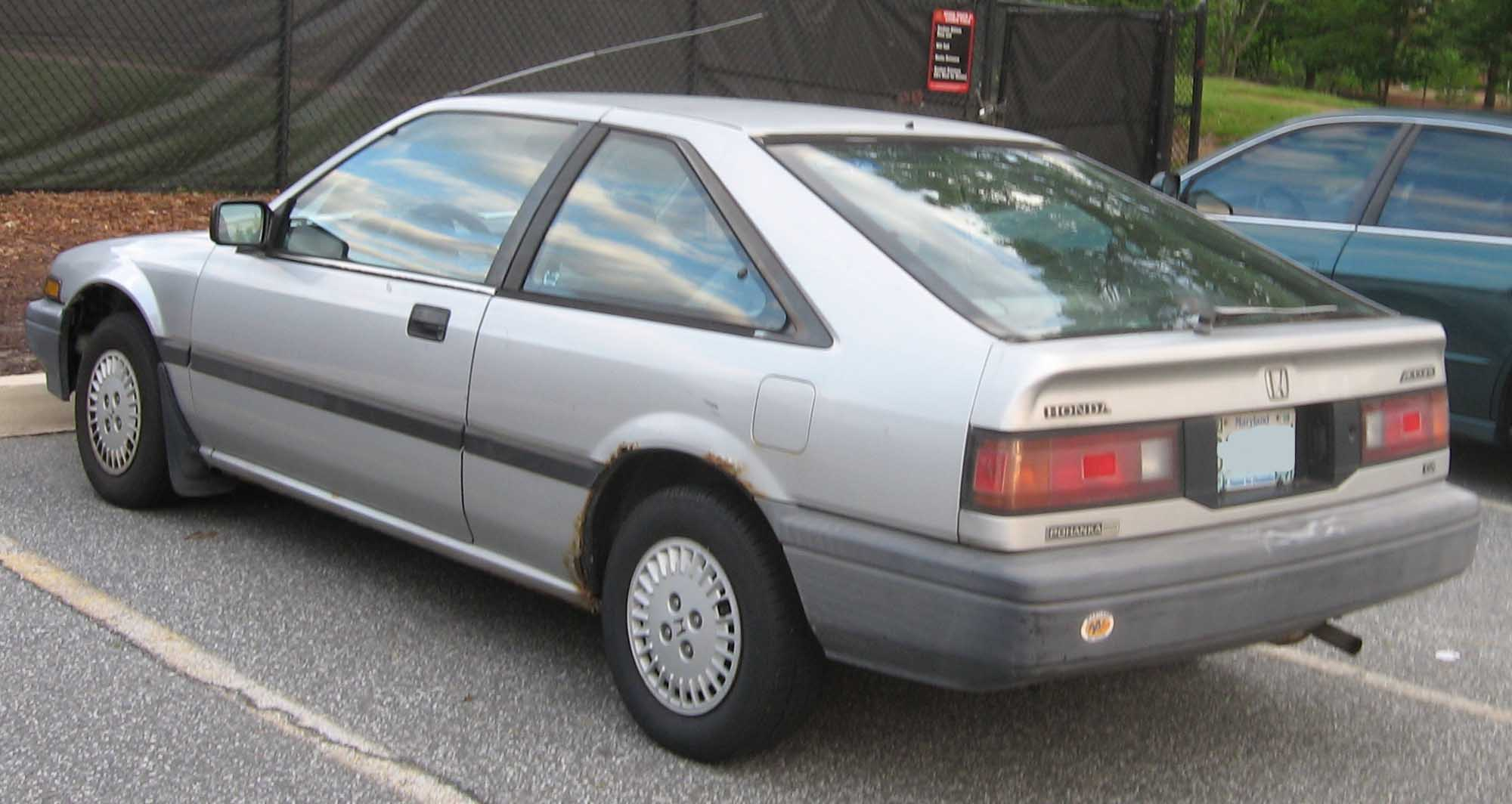
ハッチバック（リア）
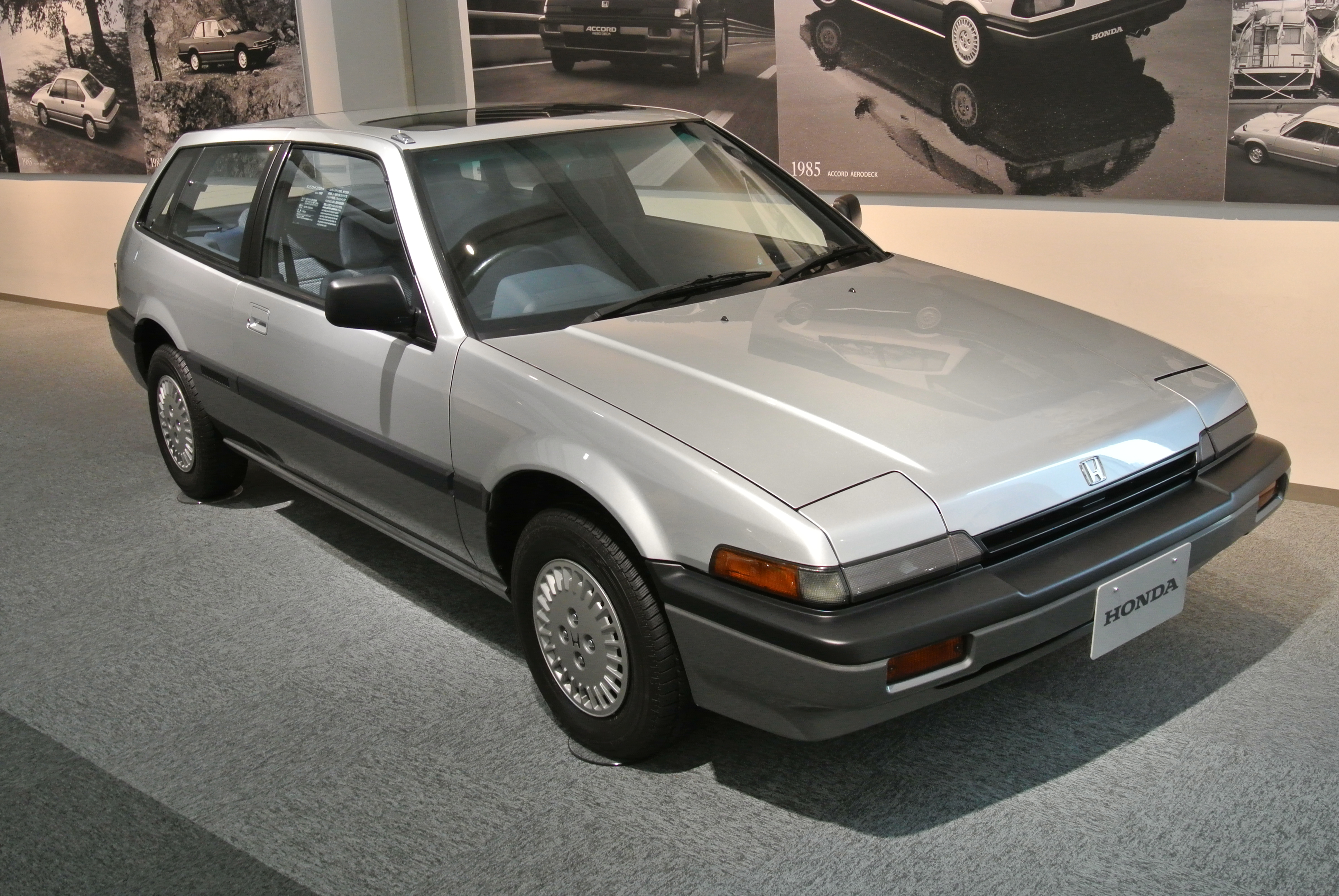
エアロデッキ

## 4代目 CB1/2/3/4型（1989年 - 1994年）
1989年9月13日
フルモデルチェンジ。初代から続いていた3ドアハッチバック（エアロデッキ含む）が廃止され、4ドアセダンのみとなった。なお、ラインナップからアコードが外されたプリモ店には、専売車種として姉妹車のアスコットが投入されている。
スタイルは先代のキープコンセプトだったが、サイズは5ナンバーフルサイズまで拡大され、全高が上げられたことによりキャビンの居住性も向上した。先代と同様、4輪ダブルウィッシュボーン式サスペンションだが、サスストロークが増やされ乗り心地や路面への追従性が向上した。エンジンはアルミ合金ブロックの新開発F型に変更され、全車4バルブ化されている。トランスミッションは全グレードとも、特徴的な7ポジションの4速ATと5速MTが用意されたが、2.0L（SOHC仕様）とアメリカ製クーペ・ワゴンの国内仕様は4速ATのみだった。
室内の内張りの素材を、音がこもりやすいフロアやルーフには新開発のハニカム構造の防音材を採用し、触感も考慮された。またスタンレー電気と共同開発したマルチリフレクター式ヘッドライトが採用され、バルブのみが取り替えられるタイプに変更された。
1990年4月1日
アコードクーペをモデルチェンジし発売開始。このモデルもアメリカで開発および生産され、エンジンはF20A型を搭載した。
1991年4月4日
クーペと同様にアメリカ開発・生産の「アコードワゴン」を販売開始。エンジンはF22A型のみ。
1991年7月
マイナーチェンジ。フロントバンパー内のターンシグナルランプのレンズがクリアからアンバーに変更されたほか、セダンとクーペのテールランプが新意匠となった（ワゴンは変更されず）。その他グレード体系の見直し(1.8Lの4WS仕様を廃止）、サイドドアインパクトビーム・SRSエアバッグ・トラクションコントロールシステム（TCS）などの安全装備が追加されたのをはじめ、カーナビゲーションが初めてオプション設定された。
1992年2月
クーペにF22A型エンジン搭載の「2.2iエクスクルーシブ」を追加。
1992年6月
アメリカで生産された左ハンドル仕様のセダンを「スペシャル・エディション」として2,000台限定で発売。エンジンはF22A型を搭載。
1993年4月
セダンの生産終了。在庫対応分のみの販売となる。
1993年9月
セダンが5代目にフルモデルチェンジして販売終了。販売終了前月までの新車登録台数の累計は11万1278台

### 欧州仕様
当時提携関係にあった英国ローバーグループとの共同開発によって、欧州専用のアコード4ドアセダンを販売した。ローバー・600は姉妹車にあたる。日本および北米向けがCD型に移行した後も、欧州仕様は1997年まで小改良を行い生産を継続していた。1992年にはこのモデルをハードトップ（サッシュレスドア）に変更し、アスコットイノーバとして日本でも発売された。
また、1995年からはこのモデルをベースとして、ホンダUKがイギリスツーリングカー選手権（BTCC）へ参戦。ボルボやルノー、ボクスホールなどを相手に序盤は低迷したものの、熟成が進むにつれ成績も向上し、全日本ツーリングカー選手権（JTCC）仕様のエンジンを得た1997年には初優勝を飾っている。

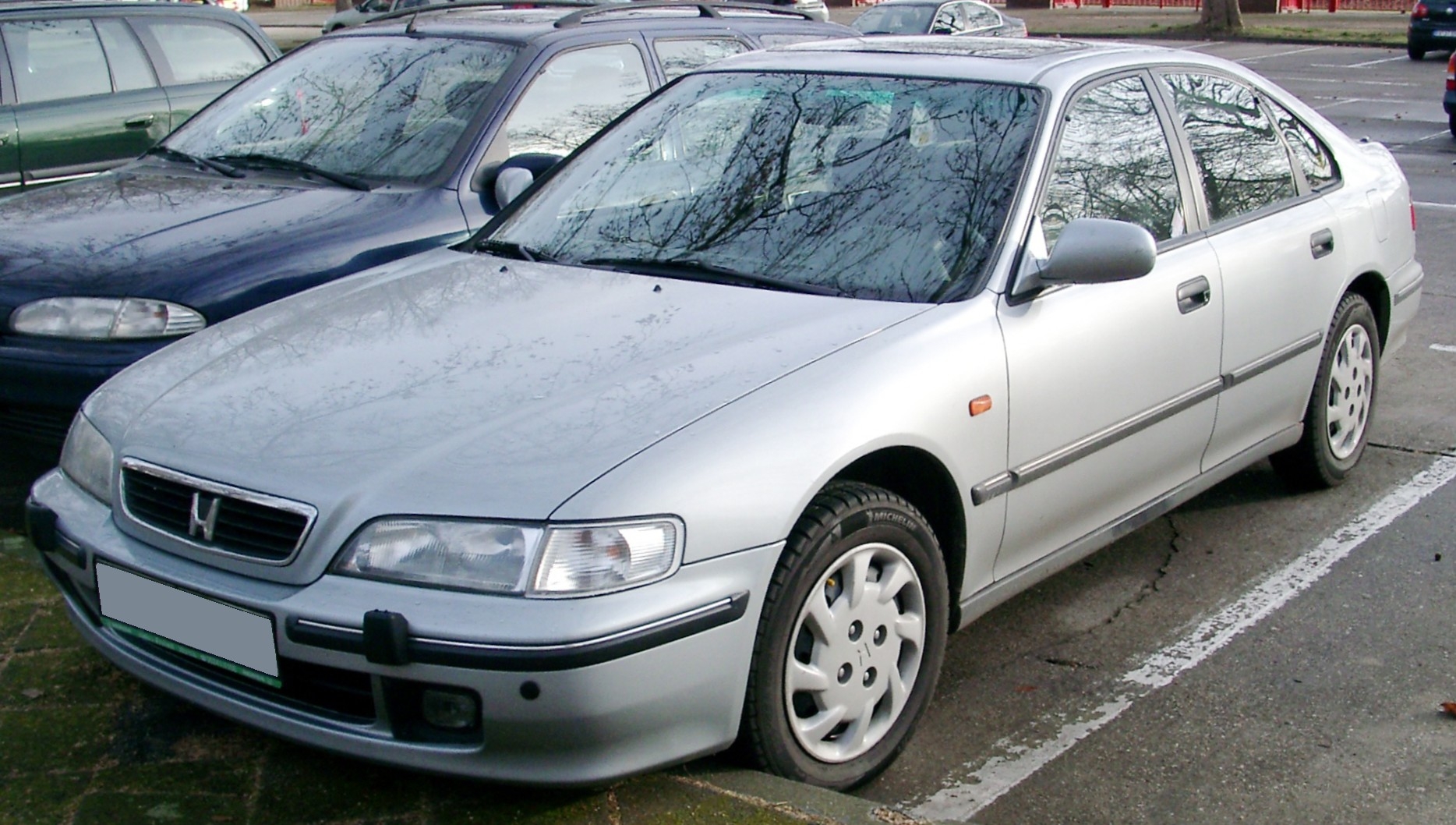
欧州仕様
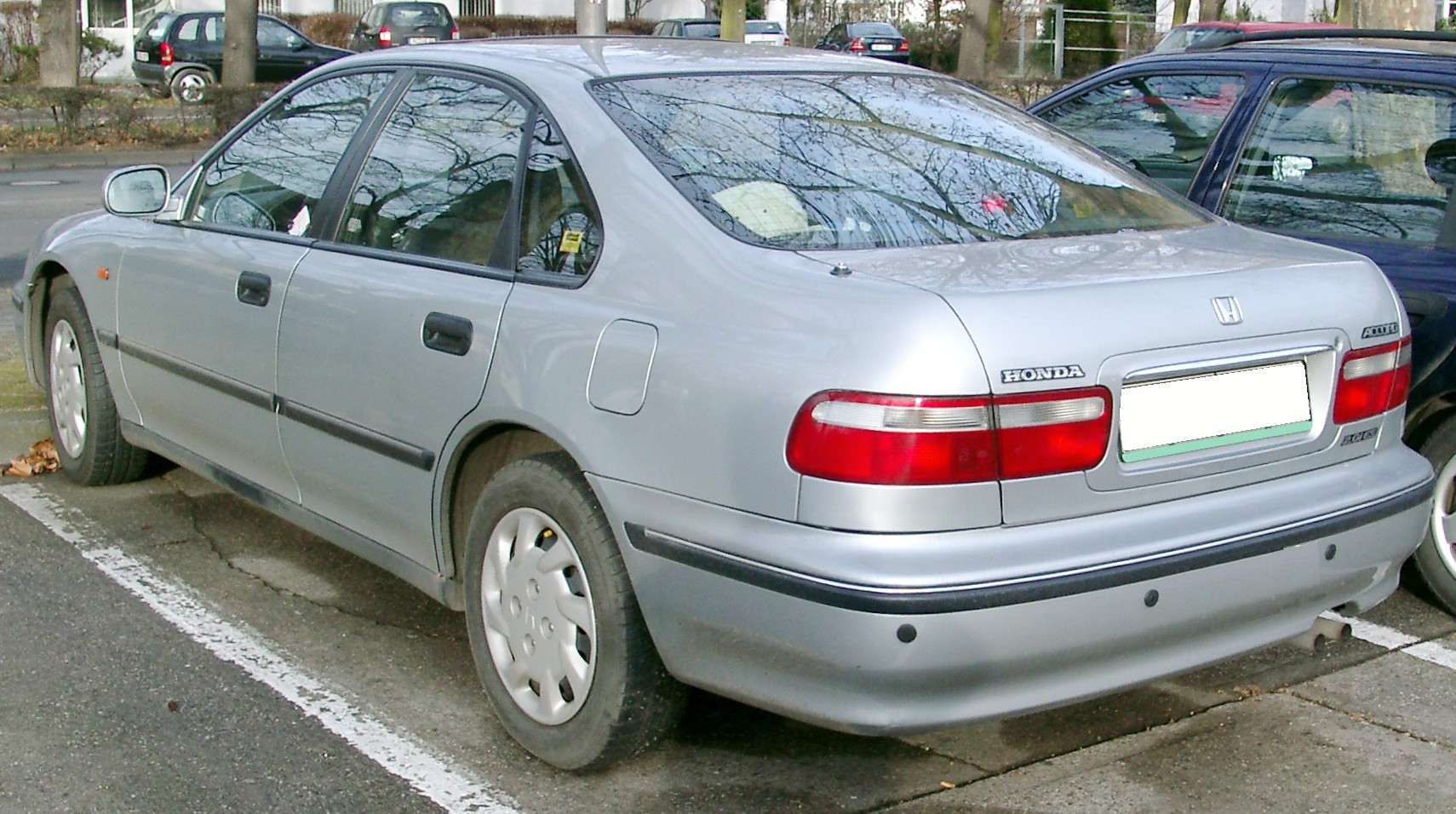
欧州仕様（リア）
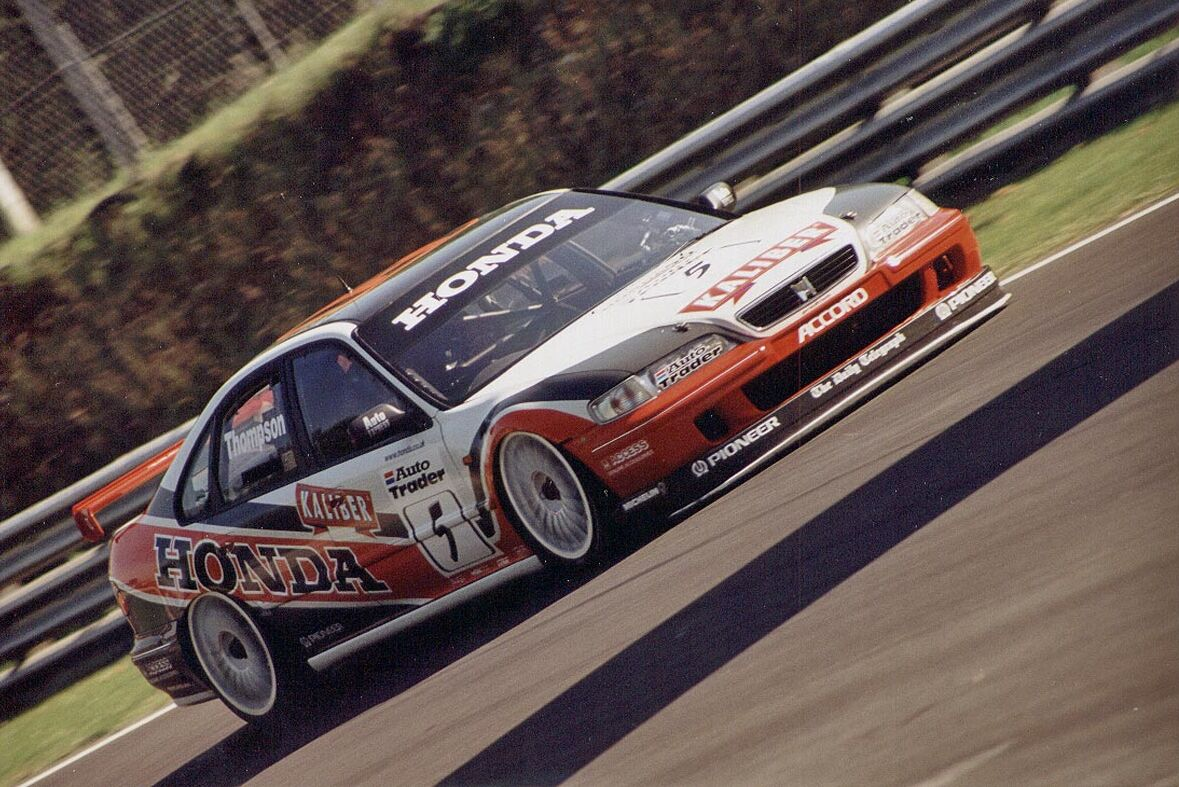
1998年のBTCCに出場した、アコード

## 5代目 CD3/4/5/6型（1993年 - 1997年）

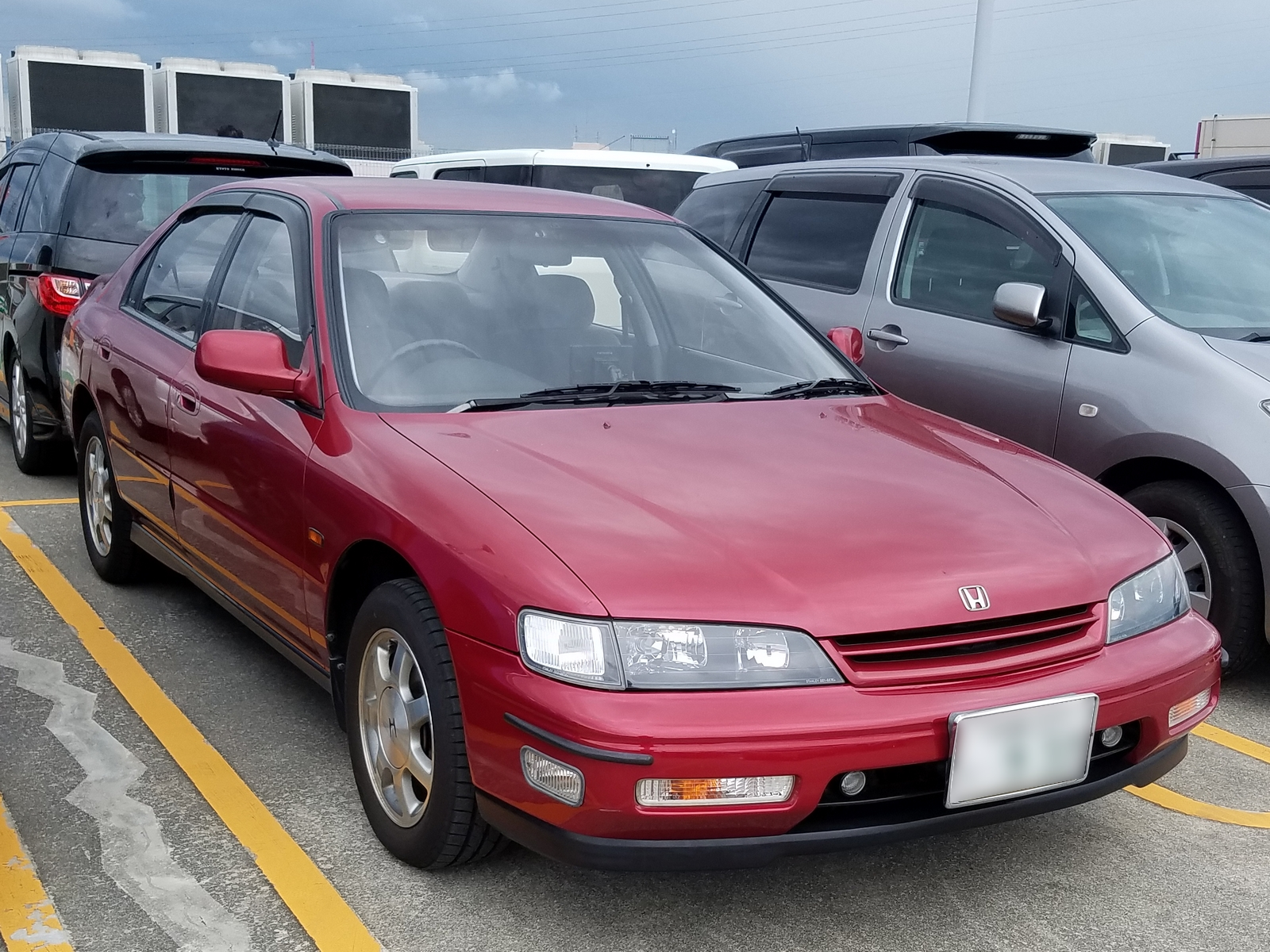
前期型 SiR
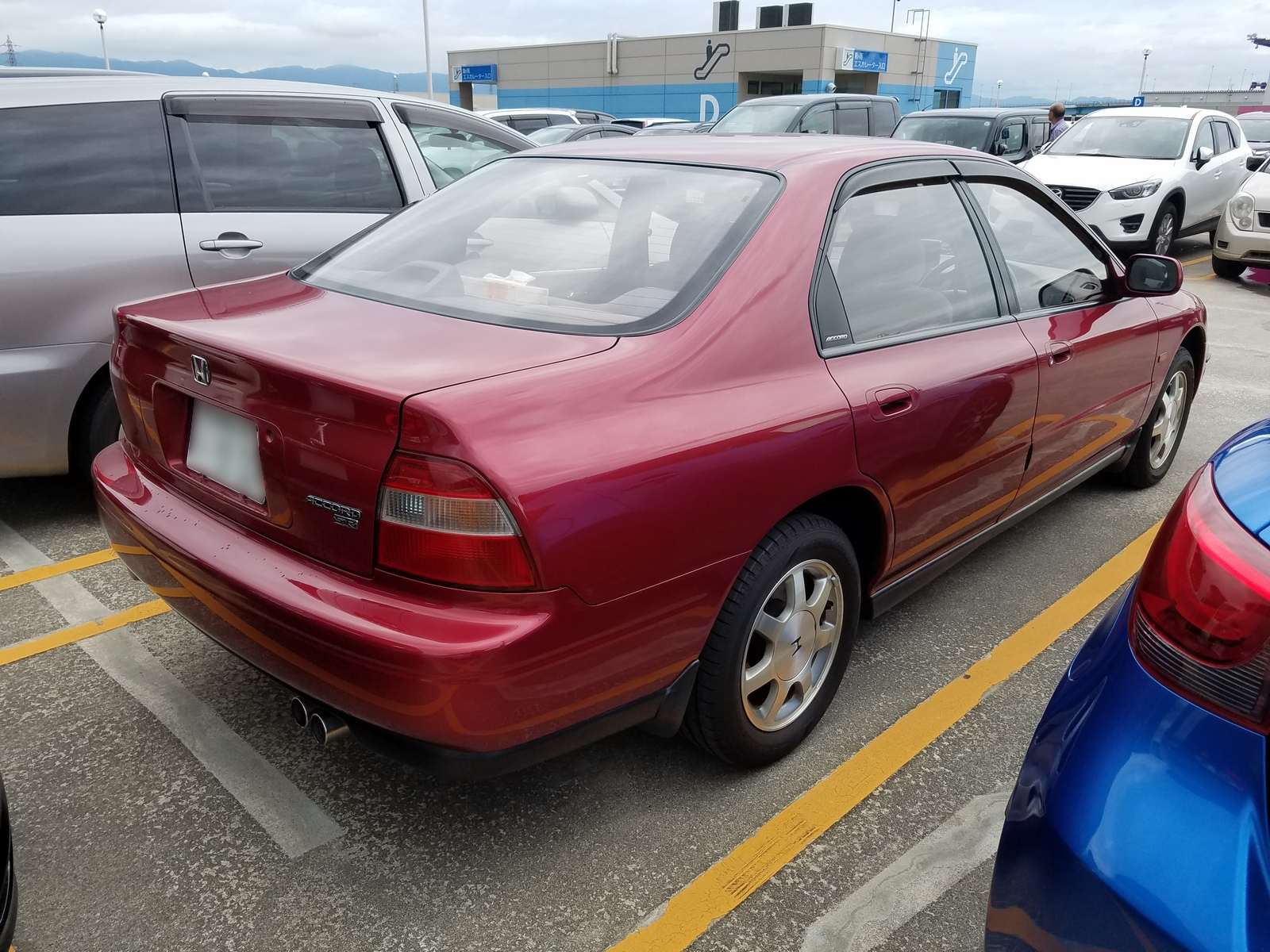
前期型 SiR

1993年9月2日
セダンをフルモデルチェンジ。:アメリカのFVMSS（Federal Motor Vehicle Safety Standards、全米自動車安全基準）に合致すべく、全車が3ナンバーボディとなった。この代よりいすゞ自動車へアスカとしてOEM供給されている。
エンジンはそれまで設定されていたキャブレター仕様の廃止で全てPGM-FI仕様になり、トルク・パワーともに向上した。主力モデルのF22B型、F20B型、F18B型の他、スポーツグレード用のH22A型がラインナップされ、2.2LモデルはそれぞれVTEC化が施された。
Maniaxcars誌によると足回りのセッティングには黒澤元治が関与したとされている。
アメリカ市場を重視した設計のため5ナンバーの日本専用車種 アスコット（2代目）/ラファーガを発売したが、結果はそれらのモデル以上の販売成績をおさめ、先代よりも堅調な売れ行きを示した。
1994年3月
クーペ・ワゴンをフルモデルチェンジ。生産は引き続きHAMにて行われた。
1994年10月20日
現行型をベースとしたミニバンオデッセイが発売。ホンダの景気回復とともにミニバンブームの火付け役となり、大ヒットとなった。
1995年
アメリカおよびオーストラリア市場向けにエンジンフードを延長し、初代レジェンド用のC27A型エンジンを搭載した仕様を追加。
1996年7月1日
セダンをマイナーチェンジ。外装のデザインに加え、スポーティモデルの内装は専用のブラックモノトーンに変更される。
1996年9月5日
クーペ、ワゴンをマイナーチェンジ。日本製のセダンに準じた外装に変更された他、スポーティモデル「SiR」が追加される。
1997年8月
生産終了。在庫対応分のみの販売となる。
1997年9月
6代目とバトンタッチして販売終了。
- 前期型 SiR
- 前期型 SiR

### モータースポーツ
EG型シビックフェリオに替わり、1996年から1997年までJTCCに参戦。2年の間に通称「1X」、「2X」、「2.5X」、「3X」と呼ばれる4タイプの車両を投入した。外装はフロントスポイラーが童夢、リアウィングはムーンクラフトと競作による空力パーツを装着。エンジンはH22A型を2.0Lに排気量ダウンし、吸排気効率を高めるため前方吸気、後方排気のリバースヘッドに変更され、最高出力は310PS/8,500rpmを超える。1996年は服部尚貴（ムーンクラフト）が、1997年にはさらに前後ワイドトレッド化したマシン（3X）で中子修（無限）がそれぞれドライバーズチャンピオンを獲得した。また1997年はTEAM無限HONDAがチームタイトルを獲得している。また、JTCCとほぼ同じ規定だったBTCCにも参戦している。

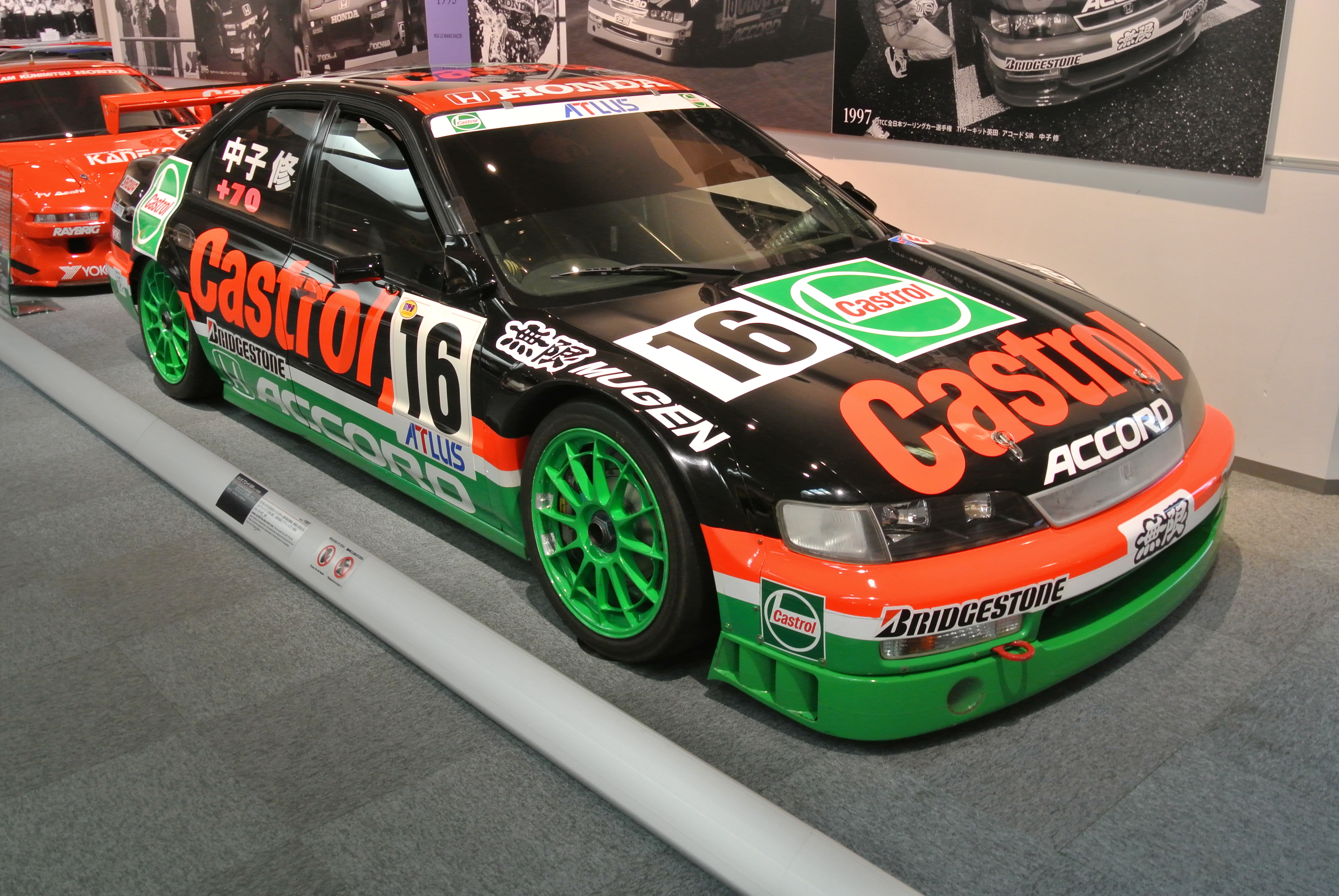
1997年JTCCチャンピオンマシン Castrol無限ACCORD (3X)

## 6代目 CF3/4/5/CL1/3型（1997年 - 2002年）

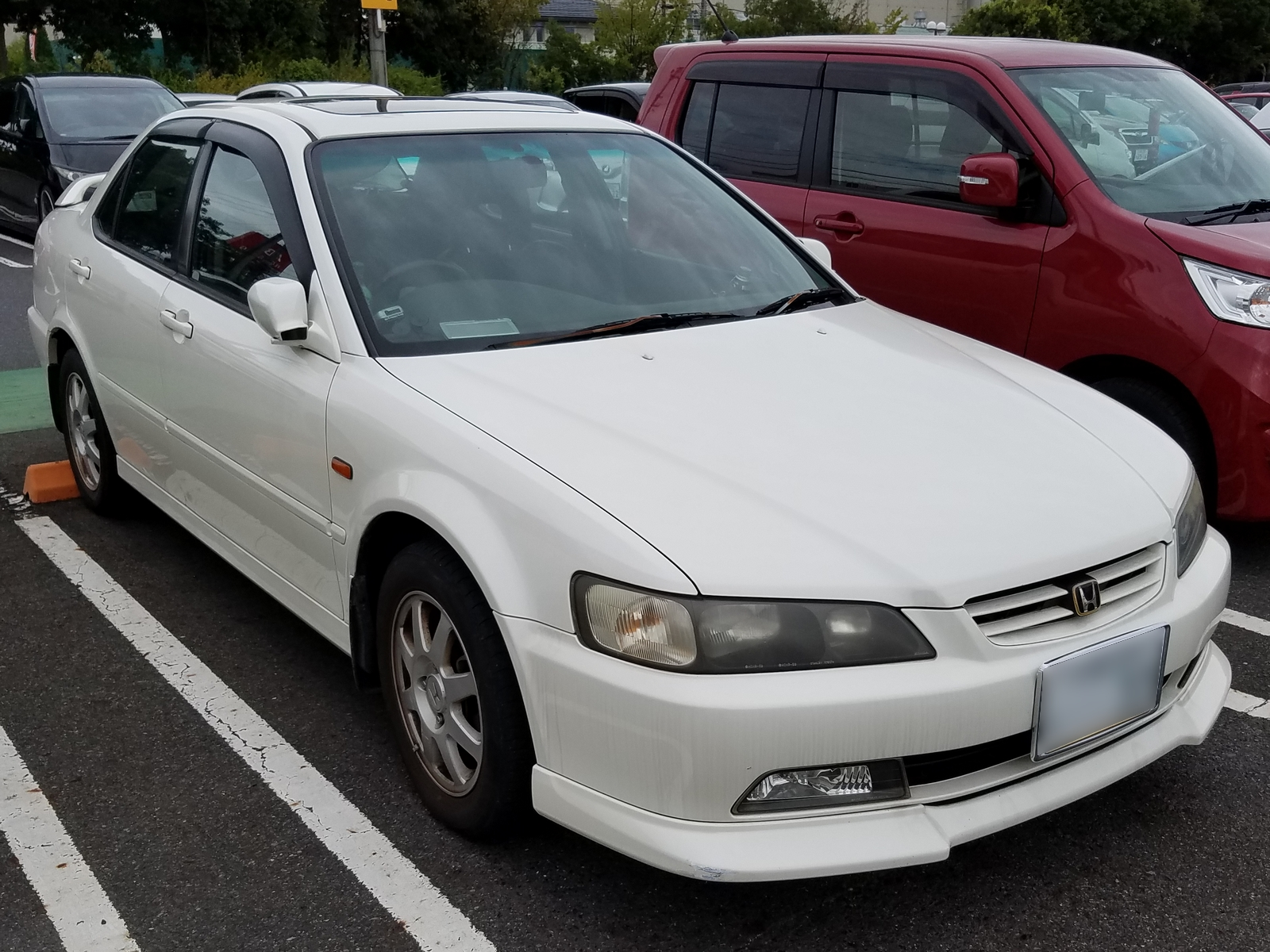
前期型 SiR
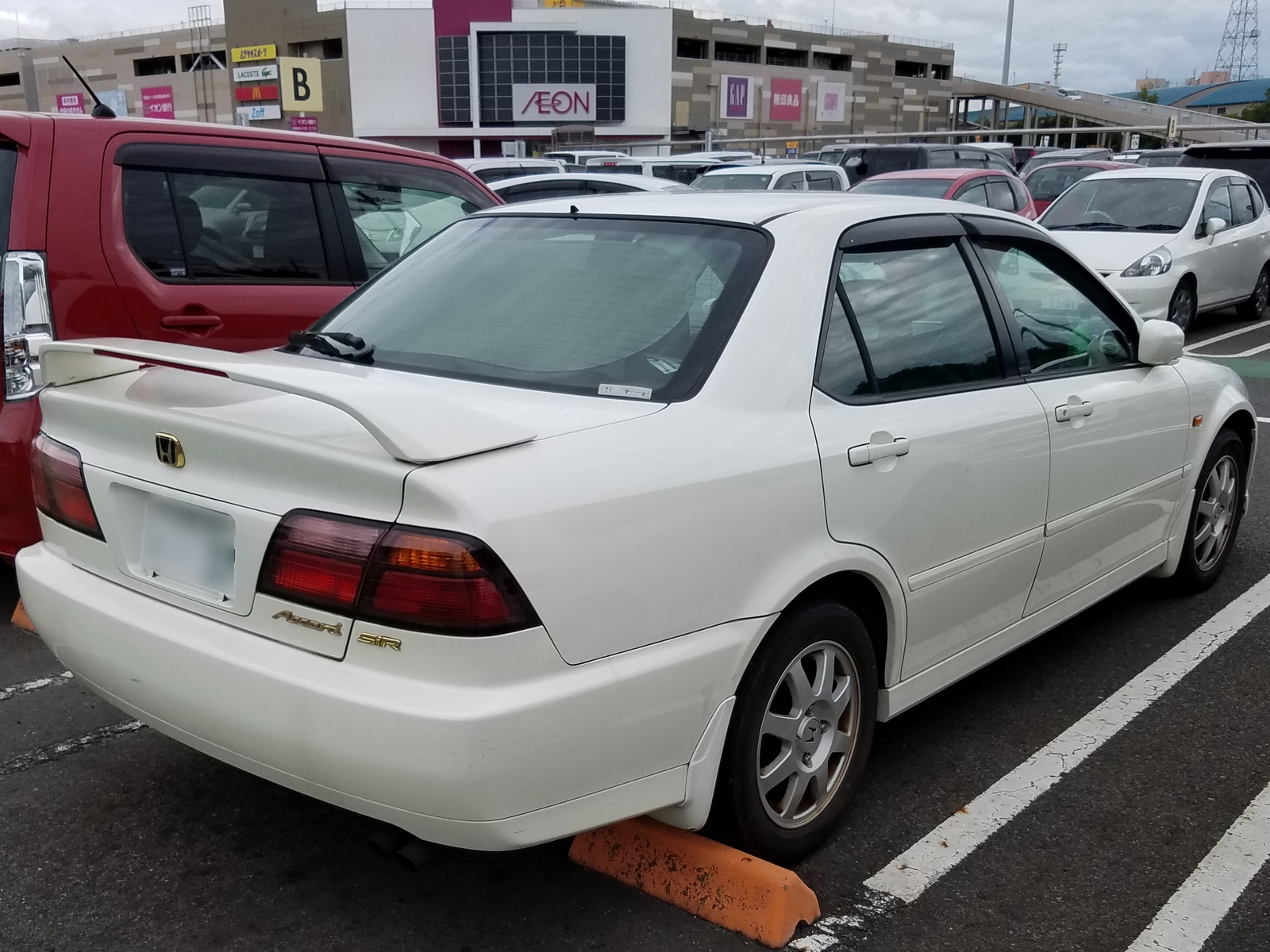
前期型 SiR
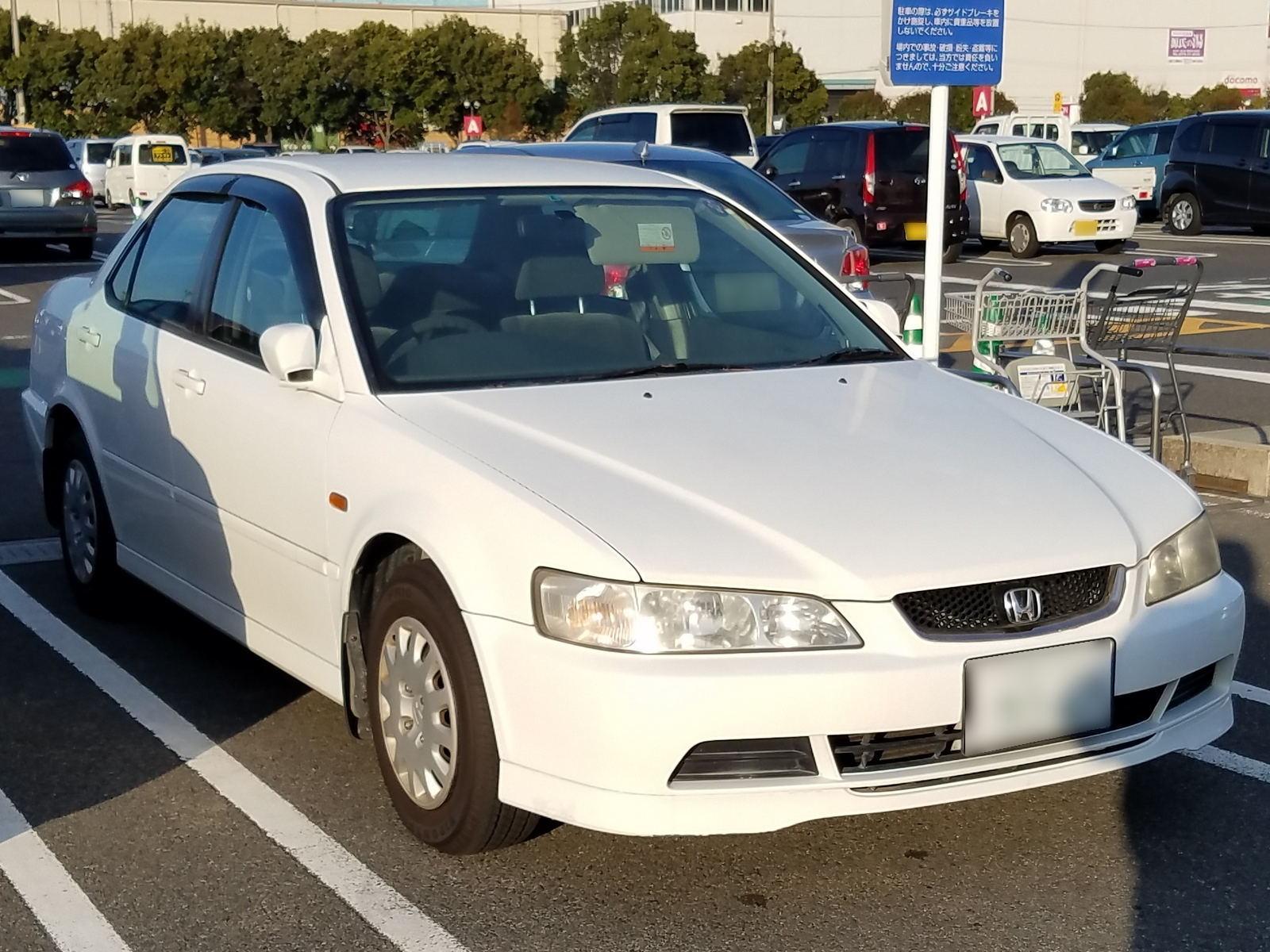
後期型 スタイルエディション
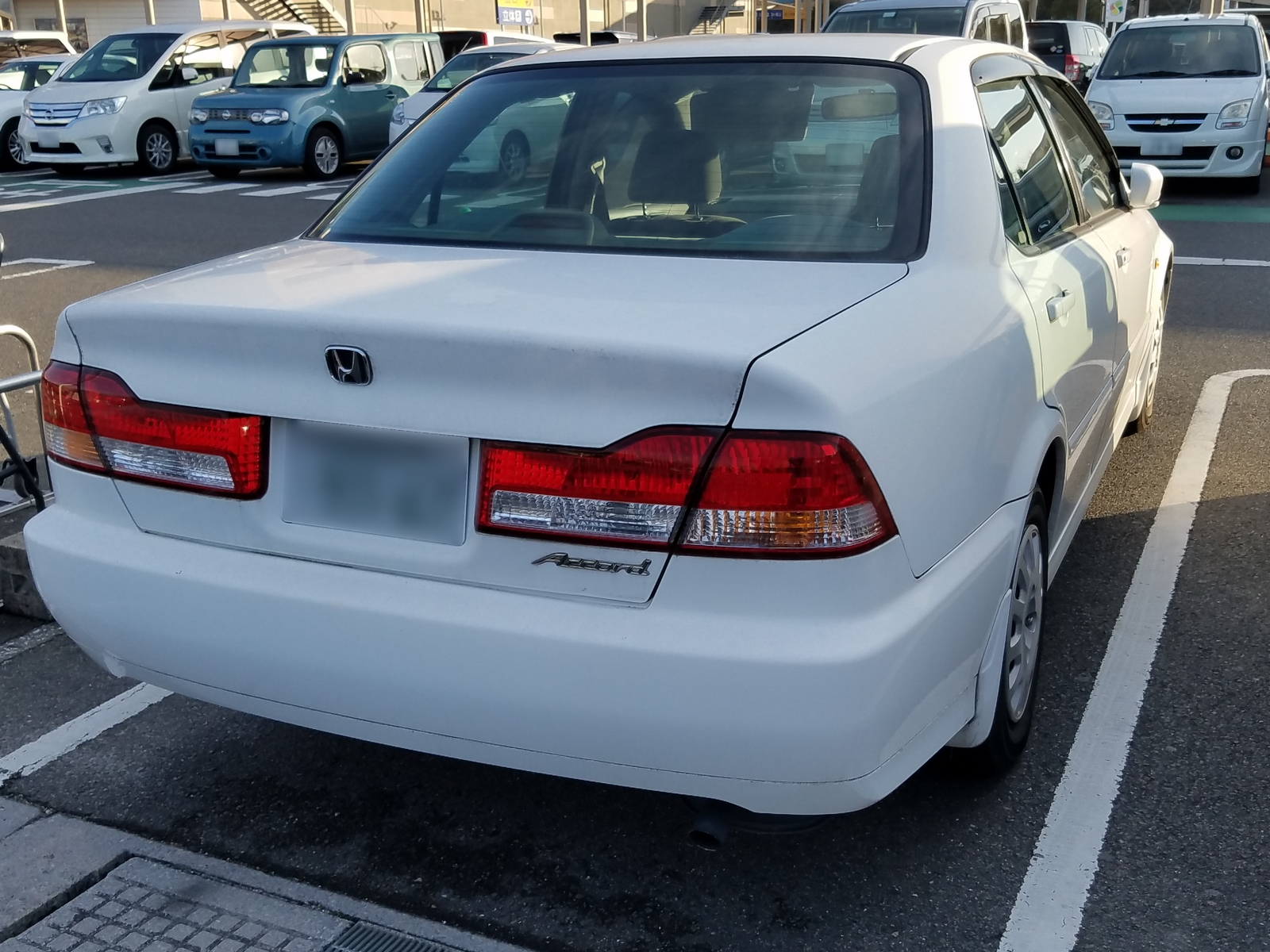
後期型 スタイルエディション

1997年9月4日
セダン・ワゴンをフルモデルチェンジ。この代から世界共通フレキシブルプラットフォームを採用し、各地域のニーズに適した車両寸法/形式で生産する方針が採られた。日本仕様のセダンは4代目以来の5ナンバーボディが採用されるが、ワゴンはフェンダー幅が若干拡げられた3ナンバーボディとなる。姉妹車として前後の意匠を変更した「トルネオ」が追加されたほか、先代同様にいすゞ自動車へ「アスカ」としてOEM供給された。
エンジンはF18B型、F20B型（SOHC/DOHC）の3種類で、全モデルにVTECを採用した。ワゴンはオデッセイと同じF23A型がラインナップされる。ミッションは5速MTと4速ATのラインナップで、スポーティモデルにはSマチック付ATが組み合わせられる。また、アコードとしては初の四輪駆動モデルも設定された。
安全装備として「SiR」にVSAと呼ばれる車両挙動安定化システムが標準装備されるほか、上位グレードのロービームにディスチャージヘッドランプが装備される。
1998年5月21日
特別仕様車「ホワイトパールエディション」を発売。ダイヤカットタイプの専用アルミホイールやトランクスポイラー、BOSEサウンドシステムなどを装備するほか、専用ボディカラーとしてケーマンホワイトパールを設定する。
1999年1月21日
一部改良。2.0L VTSシリーズ全車にHONDA LEVを採用。SiRおよびSiR-Tに「Sパッケージ」を追加。「2.0VTS」の4WDモデルに「Fタイプ」を追加など。
1999年7月30日
2.0L VTSシリーズが平成12年排出ガス規制適合車となった。あわせて特別仕様車「クリーンスポーティス」を発売「2.0VTS」をベースにアルミホイールや革巻ステアリング、フロントスポーツシートなどを装備する。
2000年6月1日
マイナーチェンジ。主にフロントグリルとテールランプのデザインが変更がされたほか、スポーツグレードの「ユーロR」（H22A型、5段MT）を追加した。また、2.0 VTSに「レザーパッケージ」を設定したほか、新たに「1.8 VTE」を追加。
2001年5月31日
大型ロアスカートや専用アルミホイールを装備した「SiR・Euroパッケージ」を新たに設定。標準装備のオーディオをカセットチューナーからCDチューナーへ変更。
2002年5月9日
特別仕様車「スタイルエディション」「プレミアムエディション」「Euro-R・X」を発売。
2002年9月
生産終了。在庫対応分のみの販売となる。また、いすゞ自動車にOEM供給されていたアスカも販売を終了したが、同車は2002年3月をもってオーダーストップし、ひと足早く在庫対応分のみに移行している。
2002年10月
7代目と交代して販売終了。販売終了前月までの新車登録台数の累計は19万4172台。
- 前期型 SiR
- 前期型 SiR
- 後期型 スタイルエディション
- 後期型 スタイルエディション

### 北米・アジア・オセアニア仕様 CG1/2/3/4/5/6
北米仕様はキープコンセプトながらさらに大型化され、V型6気筒エンジンを搭載するモデルも当初から用意された。ボディタイプはセダンとクーペの2種類となり、北米市場で需要が縮小していたワゴンは廃止された。また、中国、韓国、東南アジア、オセアニア市場にもこの北米仕様をベースにした車種が投入された。
4気筒モデルは、カリフォルニアのULEV基準を世界で最初に満たした市販車である。

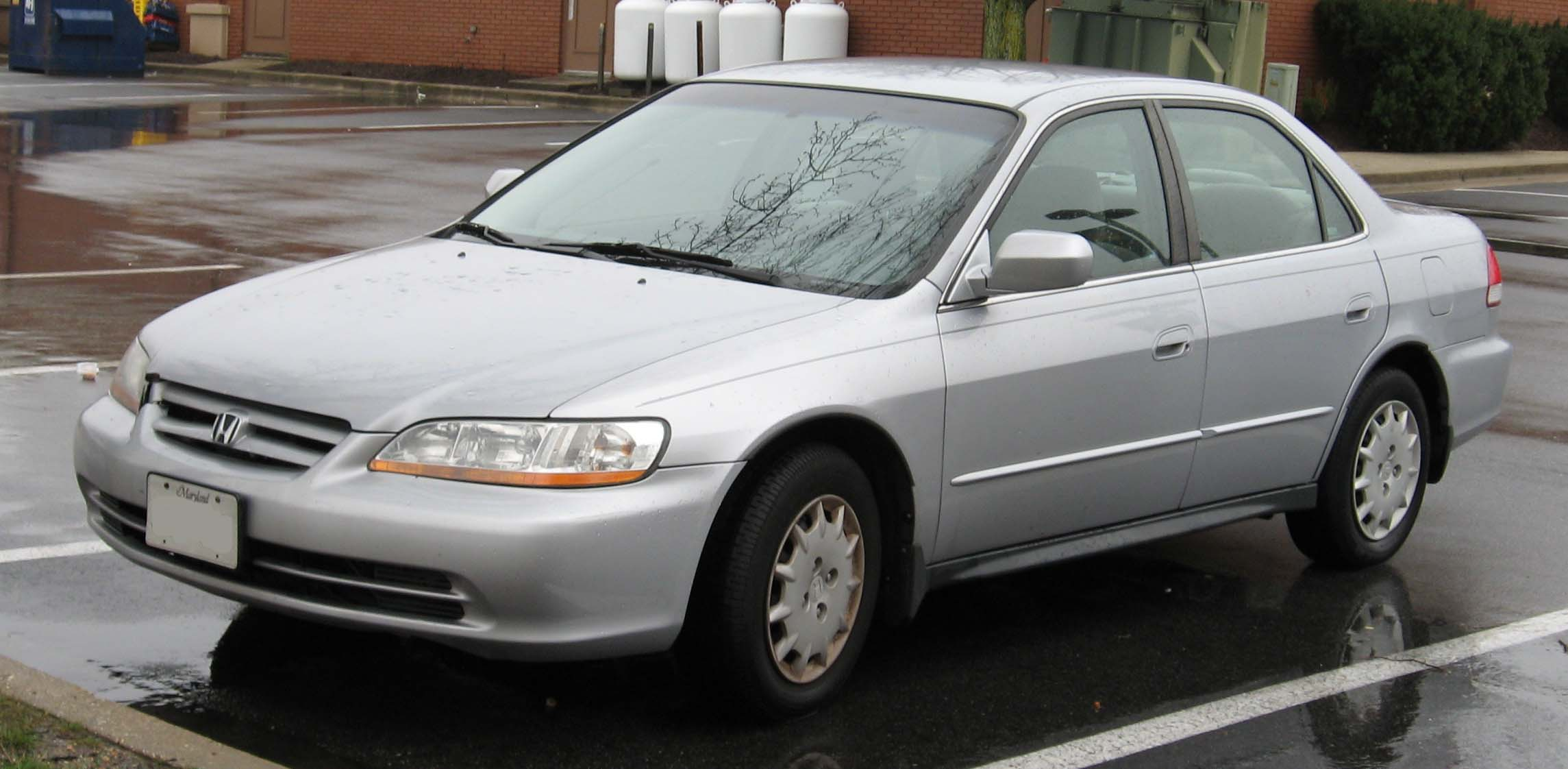
北米仕様セダン
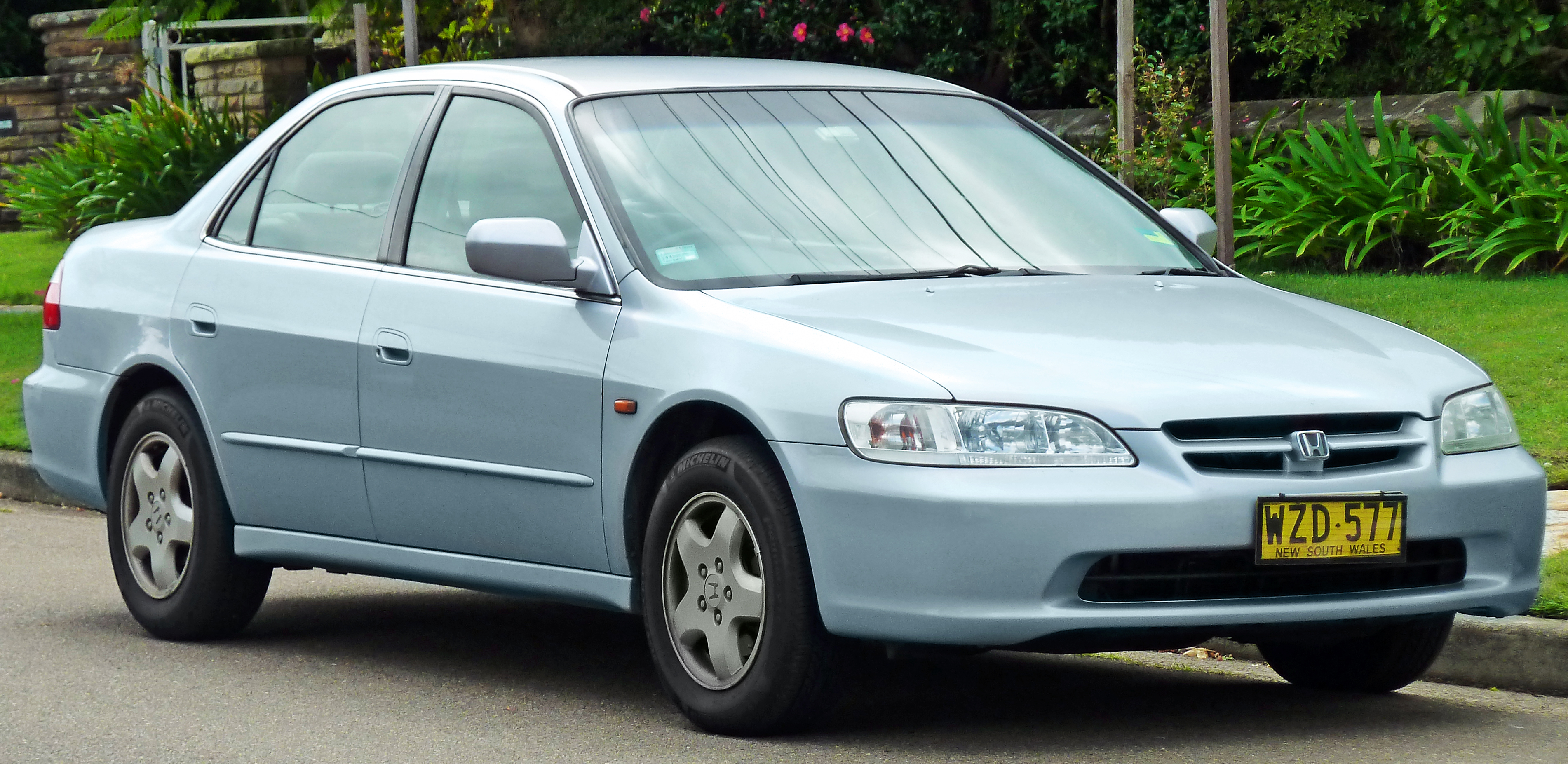
オセアニア仕様セダン　フロント
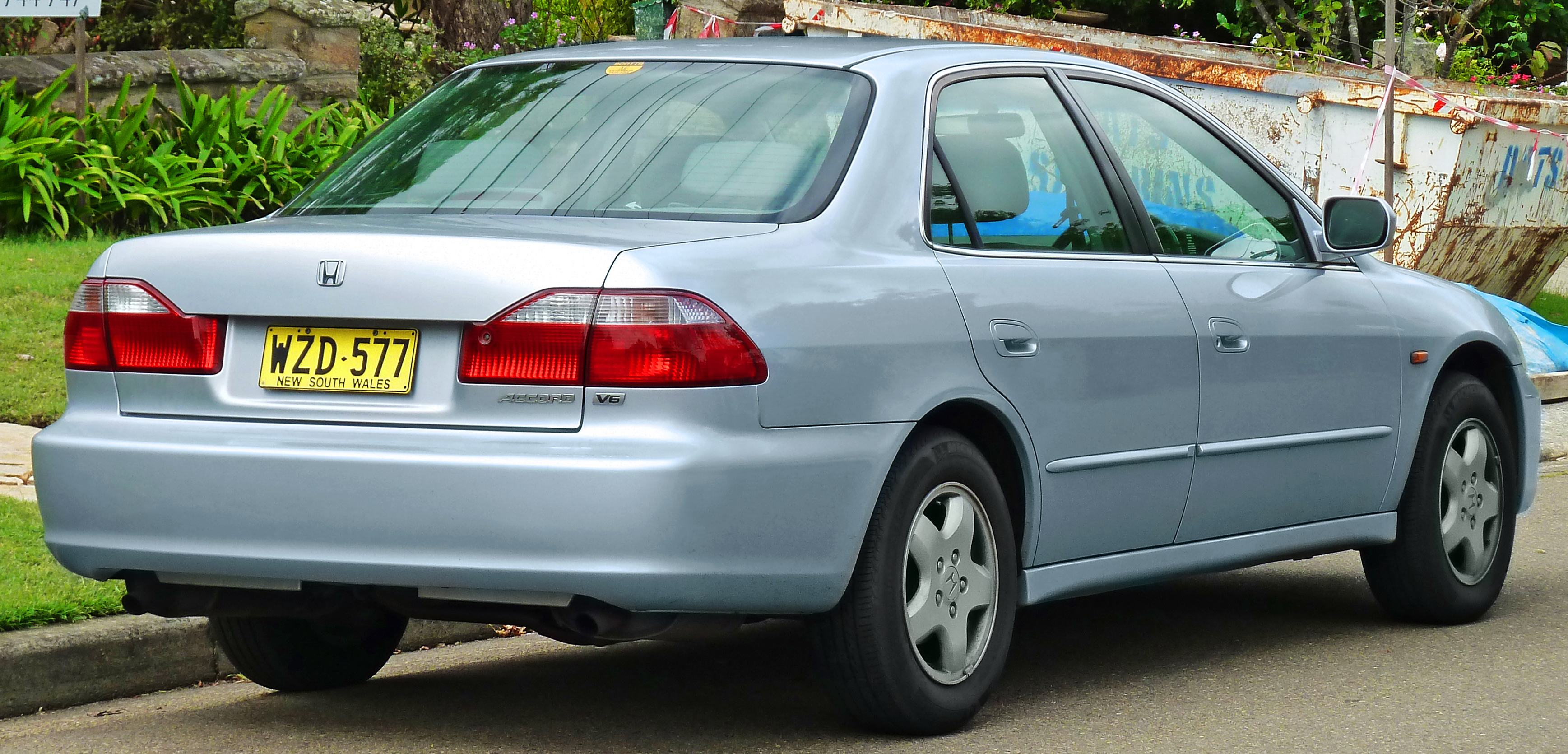
オセアニア仕様セダン　リア
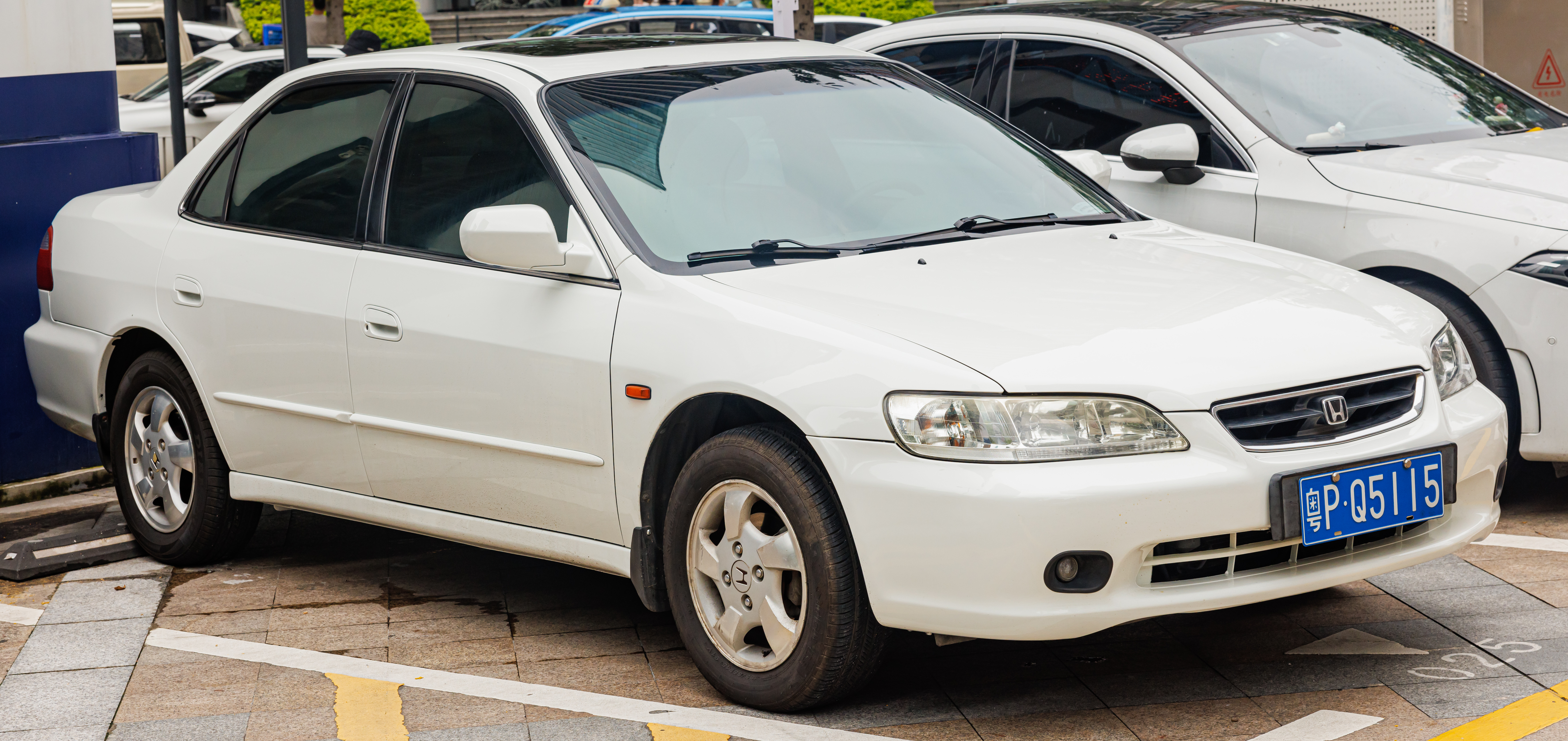
中国仕様
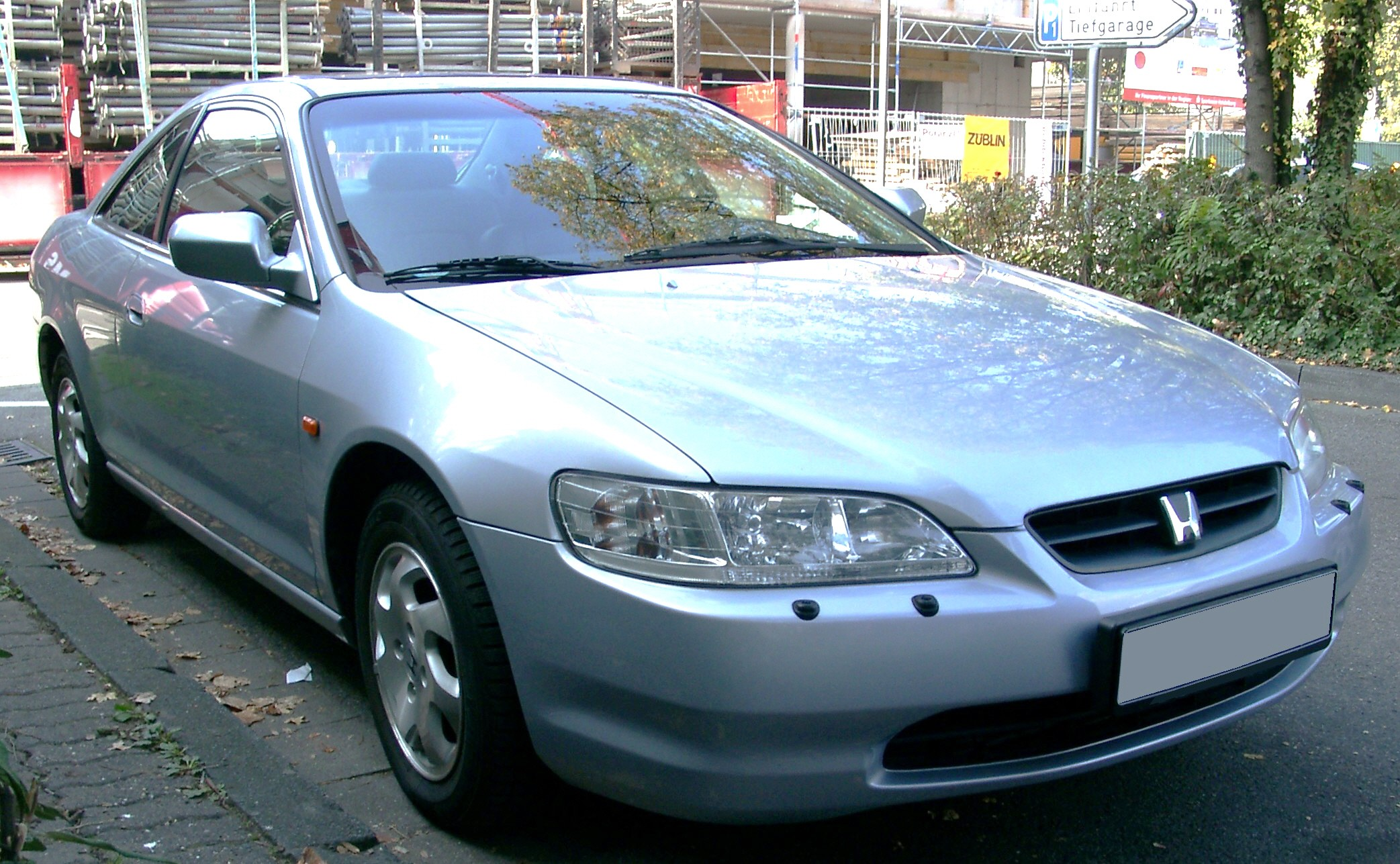
クーペ　フロント
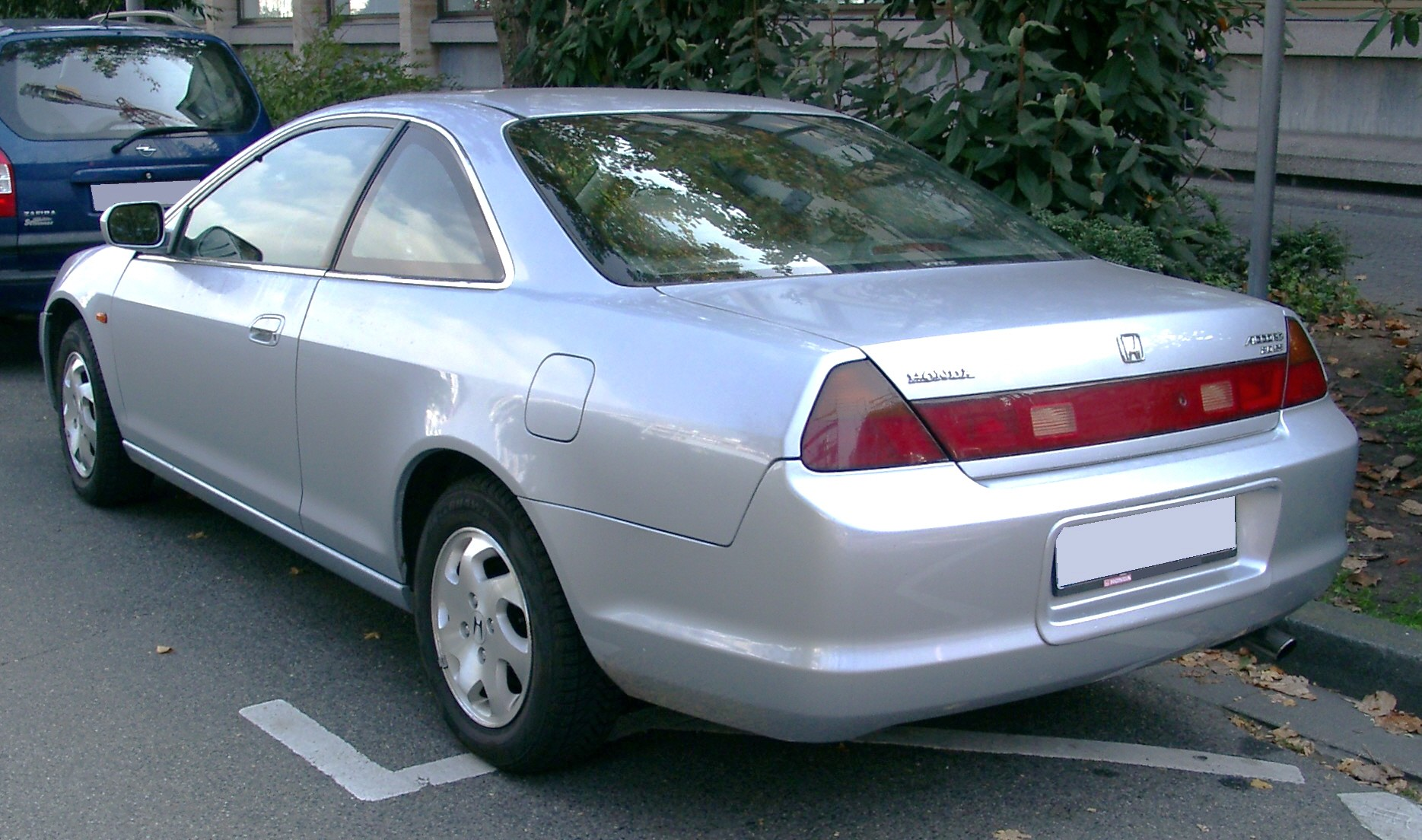
クーペ　リア

### 欧州仕様 CH1/2/3
ボディタイプはセダンと5ドアハッチバックの2種類となり、車体寸法は日本仕様と比較して全幅が広く、全長が短い。生産は英国のスウィンドンの工場で行われた。エンジンは1.8L、2.0L、2.2Lと2.3L。モデル途中で日本からプレリュードタイプS用の2.2Lエンジンを輸入して搭載した「タイプR」と、アコードワゴン用の2.3Lエンジンを搭載した高級志向の「タイプV」がラインアップに加わった。先代と同様にBTCCに参戦した。エンジンはJTCCで用いられていたH22A改が使用されていた。

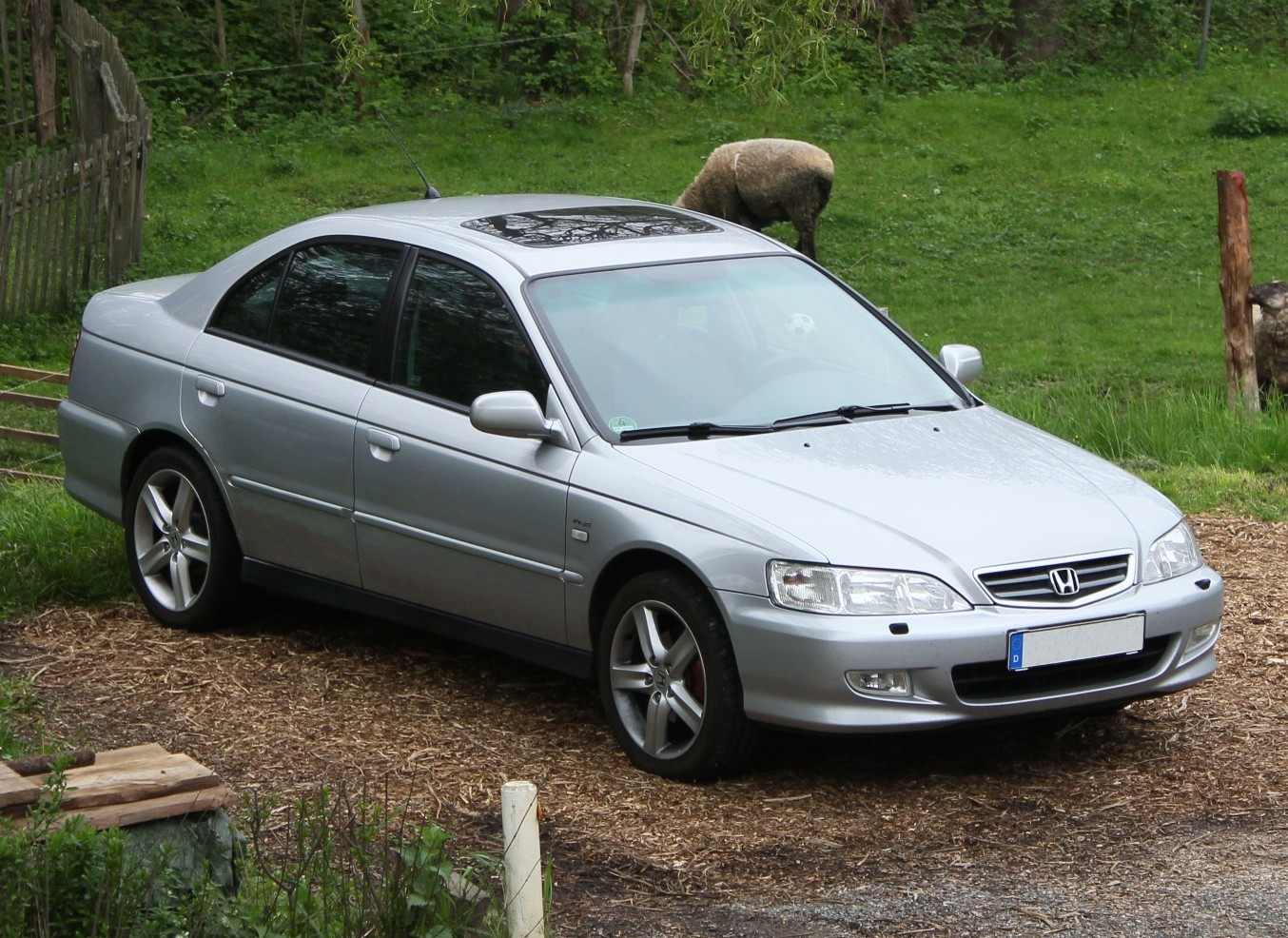
欧州仕様セダン
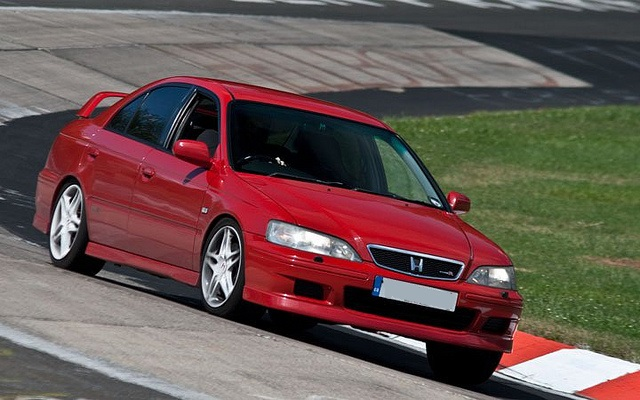
タイプR

## 7代目 CL7/8/9型（2002年 - 2008年）
2002年10月10日
フルモデルチェンジ（セダンは10月11日、ワゴンは11月28日に発売）。先代同様に各地域へ異なるモデルを投入するコンセプトに変更はないが、日本仕様は欧州仕様と統合され、5代目以来の3ナンバーボディとなる。目標とする月間販売台数はセダンとワゴンを合わせて5,000台。
北米仕様は大型化されて独自設計となり、日本市場には後に4代目インスパイアとして登場した。日欧仕様の内外装を豪華にしたモデルは、北米ではホンダの上級ブランド「アキュラ」において、「TSX」として発売されている。オセアニアではこの代から2系統が併売され、大型化された北米仕様と同等の車両が「アコード」として、日欧仕様と同等のやや小ぶりな車両が「アコード・ユーロ」として販売された。
ボディタイプは4ドアセダンと5ドアワゴンのラインナップに変更はないが、cd値が0.26と空力に優れ、パッケージングの見直しにより全長、ホイールベースの大きな4代目、5代目モデルよりも居住性も向上している。シートの設計も全面的に見直され、運転席にはシュクラ製のランバーサポートが追加された。
ホンダ・インテリジェントドライバーサポートシステム（HiDS）がオプションで装備できる。また、メーカーオプションの純正カーナビゲーションはテレマティクスを採用した「インターナビシステム」となり、以降のホンダ車にも順次採用されることとなる。
エンジンは新開発されたK型エンジンで、排気量別に2.0LのK20A型と2.4LのK24A型の2種類がラインナップされている。連続可変バルブタイミング（VTC）を採用したi-VTECにより全域で扱いやすいトルク特性となった。スポーツグレードの「ユーロR」用のK20A型は、高圧縮ヘッドをはじめピストン、クランクシャフトなどのパーツを変更し、ピークパワーが向上している。組み合わせられるトランスミッションは「ユーロR」には専用6速MT、その他のグレードにはSマチック付の5速ATが搭載される。欧州モデルにはN22A型 2.2Lのコモンレール式ディーゼルターボもラインナップされている（日本では発売なし）。こちらに組み合わされるのは専用の6速MT。
ユーロRは、各チューニングメーカーから様々なダウンサス等が販売されたものの、メーカー開発のノーマルにはジオメトリー変化が非常に少ない足回りを採用しており、敢えてサスペンションを有効に活用させて荷重変動をしやすく、なめらかかつ限界時にはニュートラルステアに持ち込めるといった、実は稀に見る非常に手の込んだセットアップとなっている。
同車として3度目の日本カー・オブ・ザ・イヤーを受賞し、同一車種の受賞回数は同社のシビックの4回に次ぐものである。日本のセダン･ステーションワゴン市場の減少で、2008年5月1日時点の販売台数は平均4～500台程度に留まっている。
2002年11月11日
200台限定の特別仕様車「ビエラ」を設定（発売は11月28日。）。24TLをベースに、専用色クリームホワイトのレザーインテリアやプレミアムサウンドシステムなどが装備されるほか、専用ボディカラーとしてプレジールグリーンが設定される。
2003年2月27日
特別仕様車「日本カー・オブ・ザ・イヤー受賞記念車」を発売。24Tをベースに、HiDSやVSA、雨滴検知ワイパーなどが装備されるほか、専用ボディカラーとしてデザートミスト・メタリックが設定される。
2003年6月25日
助手席回転シートを採用した福祉車両「アルマス」を追加（発売は7月25日。）。
2004年10月21日
一部改良。24TLにエアロパーツや17インチアルミホイール、スポーツサスペンションを装備する「スポーツパッケージ」を新たに設定。「20E」に替わって「20A」を追加。ディープグリーン・パールの追加など。
2005年11月24日
マイナーチェンジ。内外装の変更と新ボディカラーの追加に加え、欧州仕様のサスペンションを持つスポーティモデル「タイプS」がセダン、ワゴンに追加された。こちらはK24A型エンジンとSマチック付5速ATのみの組み合わせである。
2006年10月26日
一部改良。カーボンブロンズ・パールを新たに設定。同時に、ダークモカ・パールを廃止。
2008年11月
生産終了。在庫対応分のみの販売となる。
2008年12月
8代目と世代交代して販売終了。

### 7代目 北米・アジア仕様
北米仕様の7代目アコードは2002年9月にデビューした。エンジンは2.4LのK24A型と3.0LのJ30A型を搭載した。また、北米ではある程度の需要が見込めるクーペも引き続き設定された。2003年6月には4代目「インスパイア」として日本で発売された。
2004年12月に、VCM仕様のV6エンジンを搭載したアコードハイブリッドが追加されたが、販売は振るわず（総販売台数：約2万5千台）2007年6月には同年中の生産中止が決定した。
2005年秋のマイナーチェンジで、リアデザインが大幅に変更された。

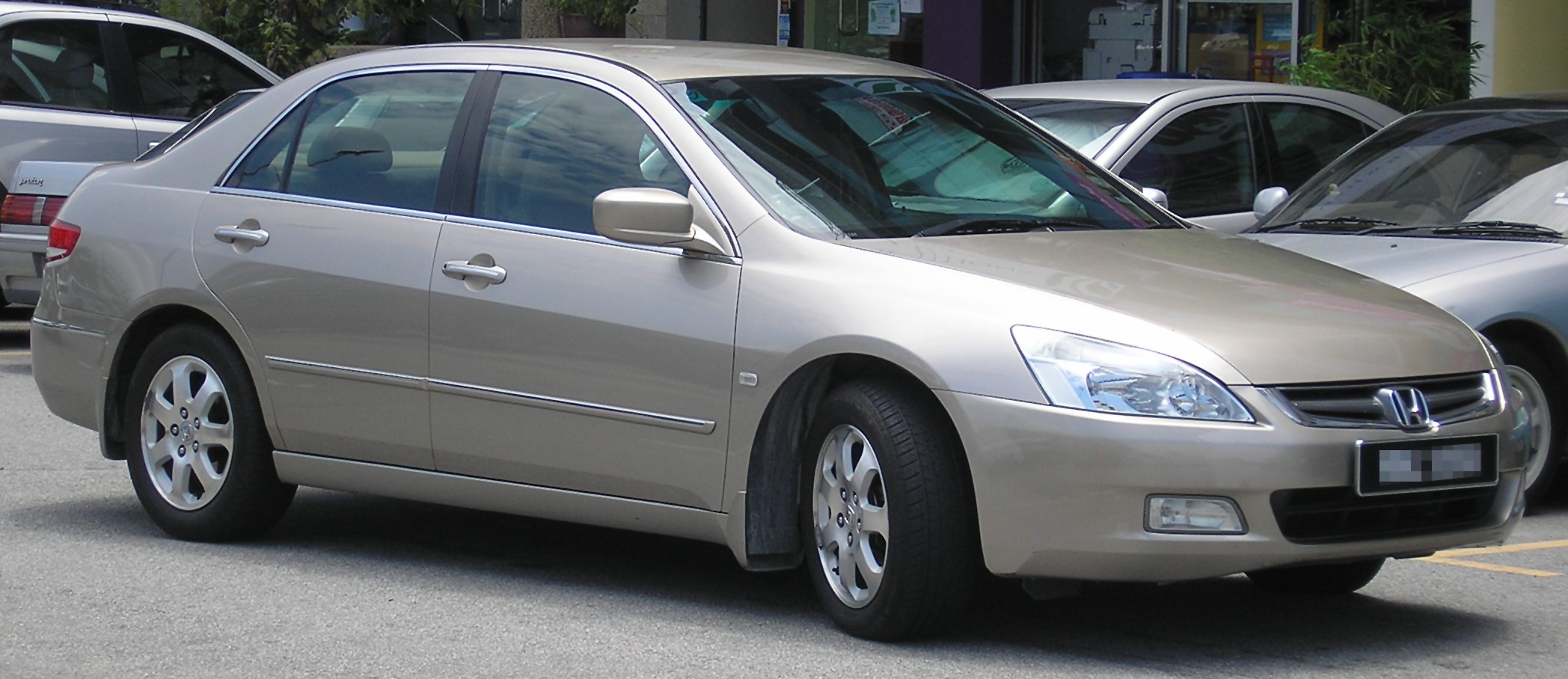
7代目アコード（アジア仕様）
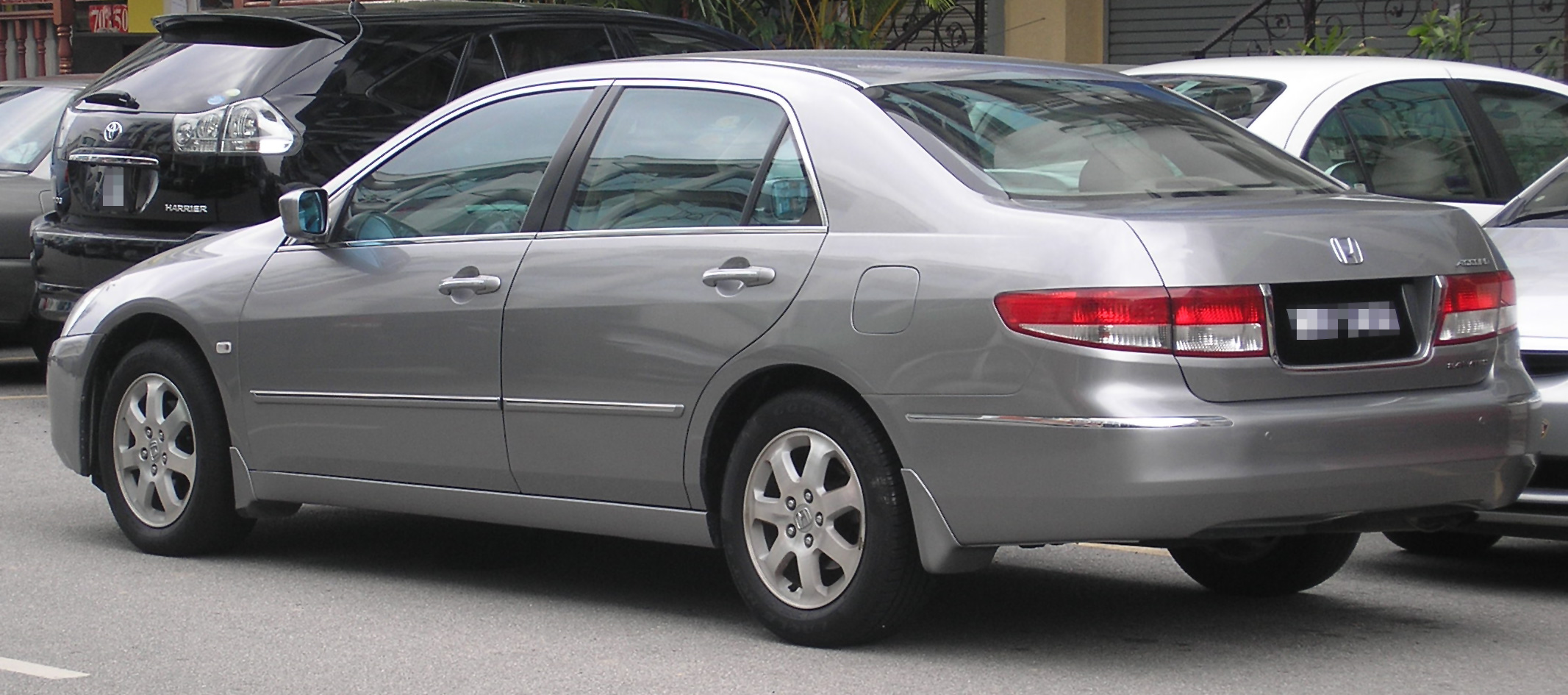
7代目アコード（アジア仕様）

## 8代目 CU1/2型（2008年 - 2013年）
- 8代目の欧州仕様は2008年2月11日に同年6月より販売されることが発表され[36]、日欧仕様の内外装を豪華にした「TSX」も春より販売されることが発表された[37]。
- 2008年6月 - オーストラリアでは先代に続き「アコード・ユーロ」としてK24A型エンジンのみの2グレード展開で販売が開始された。
- 2008年9月4日 - 広報発表において、車両の挙動の乱れを安定方向にアシストする「操舵力アシスト機能（モーションアダプティブEPS）」が搭載されると発表された。
- 2008年10月16日11:00 - スペシャルサイトを公開した。
- 2008年12月4日 - フルモデルチェンジが行なわれた（翌12月5日より発売）。月間目標販売台数は1,000台と発表されている。日本向け仕様はエンジンを全車プレミアムガソリン（ハイオク）仕様のK24A型に統一され、グレード体系は「24E」・「24TL」・「24TL SPORTS STYLE」・「24iL」の4グレードで、FF車のみラインアップされていた。なお、この代では、ワゴンタイプのアコードツアラーのフルモデルチェンジも同時に行なわれた。
- 2009年7月27日 - 東風本田汽車が中国仕様車を「スピリア」（中国名：思鉑睿）として発表[38]。
- 2011年2月24日 - マイナーチェンジが行なわれた。2.4L車は新たな専用装備を追加してグレード体系を「Type S」・「Type S・アドバンスパッケージ」に絞り、新たにレギュラーガソリン仕様のR20A型を搭載した「20TL」・「20TL・スマートスタイルパッケージ」を追加した。しかし、発売2週間後に発生した東日本大震災の影響もあり、プロモーションはすぐに終了した。
- 2012年4月5日 - 一部改良が行なわれた。従来の「20TL・スマートスタイルパッケージ」に替わり、新たにリンクアップフリー（装備した専用通信機器を利用したデータ通信料が無料）に対応したHondaインターナビ、フルセグテレビチューナー、本革巻ステアリングホイール（オーディオリモートコントロール/ハンズフリーテレホン/音声認識スイッチ付）などを標準装備した「20TL・インターナビパッケージ」を追加。「Type S」は価格を据え置きながら、新たにリンクアップフリーを追加した。
- 2013年3月[39] - 生産終了。同年6月に9代目と入れ替わって販売終了となった。

今回のモデルチェンジでは、スタイルは先代を継承したが、ボディを大幅に拡幅して肩やひじ周辺にゆとりを持たせ、フロントセンターアームの採用など先代を超える快適さを目指した。ドライブポジションは操作性と調整自由度を広げ、シートはホールド性とステアリング操作を考慮した形状となる。
専用の片側スポット溶接設備・工程を導入し、ルーフとピラーとの結合効率を向上させボディを剛性と静粛性を向上した。シャシーは低重心化を図り、高い運動性能と乗り心地の両立を図る。フロントピラーは4代目オデッセイと同様の構造を採用し、太さを18%スリムにすることにより視界の向上を図った。全幅はグレードによってはインスパイアやレジェンドより広くなる。
安全面では、サイドカーテンエアバッグなど6つのエアバッグや、VSAと協調し車両の挙動を安定させるモーションアダプティブEPSを全グレードに標準装備している。併せて自己保護性能と相手車両への攻撃性低減、歩行者傷害軽減性能を従来より向上させたボディを採用した。
先代と同様に、高速道路での運転負荷を軽減するアダプティブ・クルーズ・コントロール（ACC、先代のIHCC）をオプション設定し、LKASを一部グレードに標準装備した。
もともとは、2010年中に展開が予定されていた日本向けアキュラブランドへの移行準備のため、8代目北米仕様アコードを日本でもアコードとして発売する予定だったが、アキュラブランドの日本展開が白紙撤回されたため、インスパイア、アコードともそれぞれフルモデルチェンジを受けた。

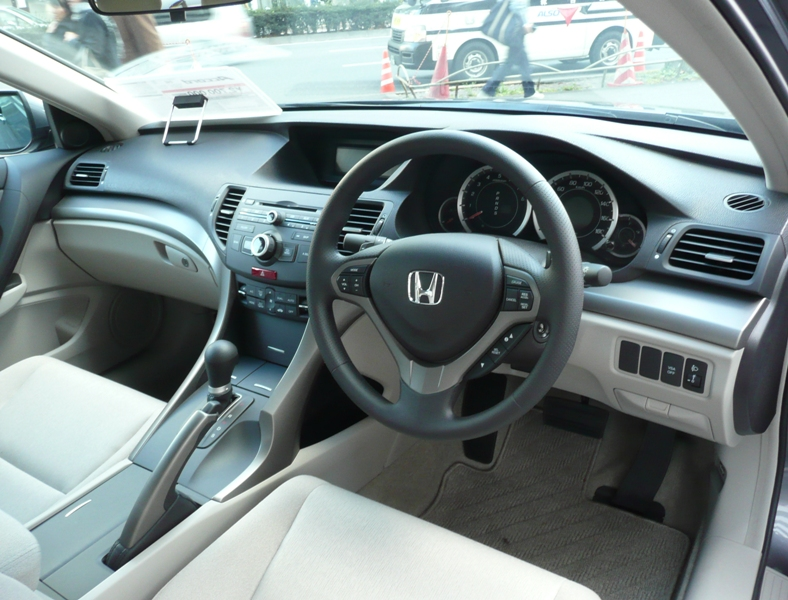
車内
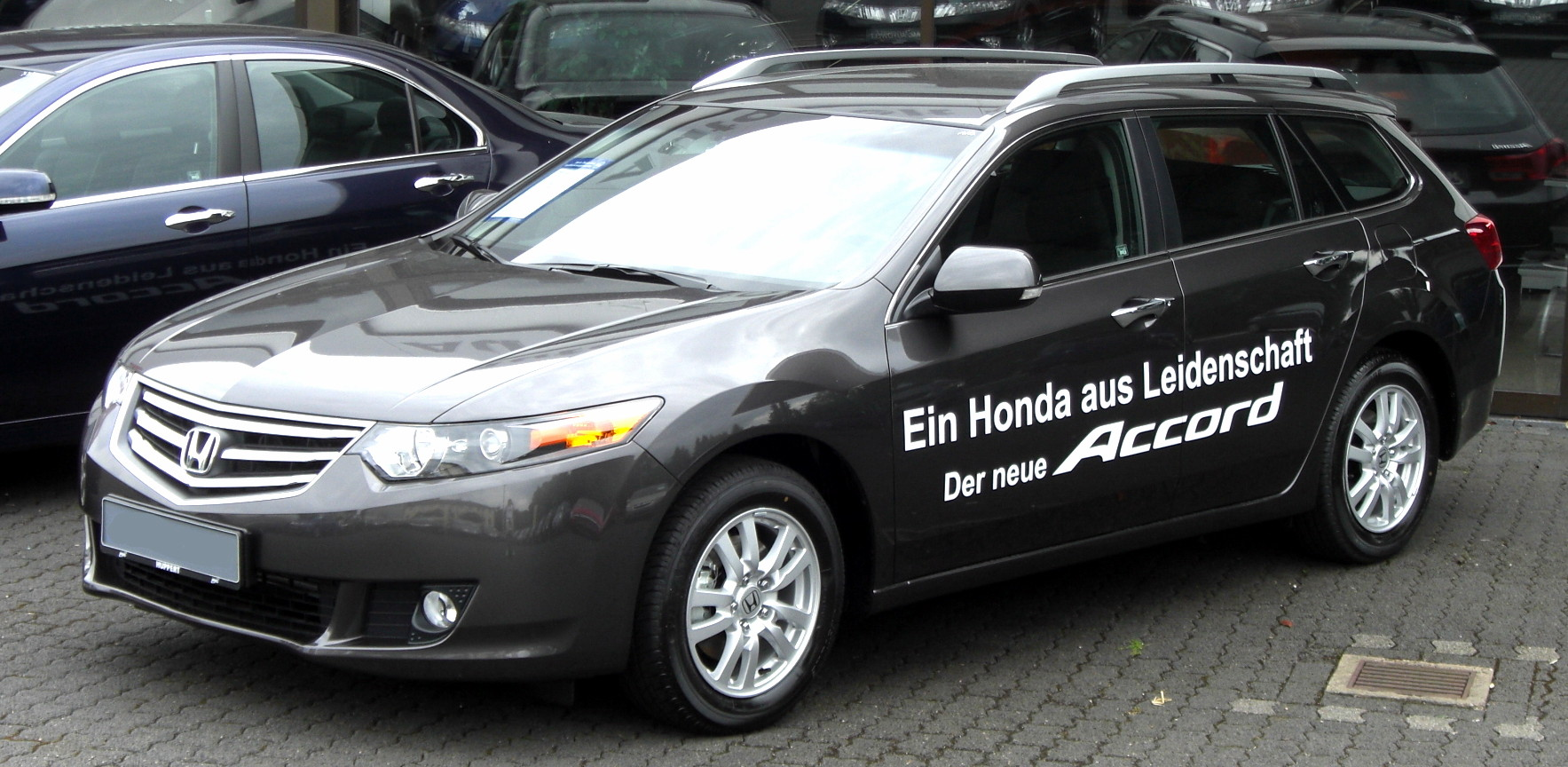
アコードツアラー
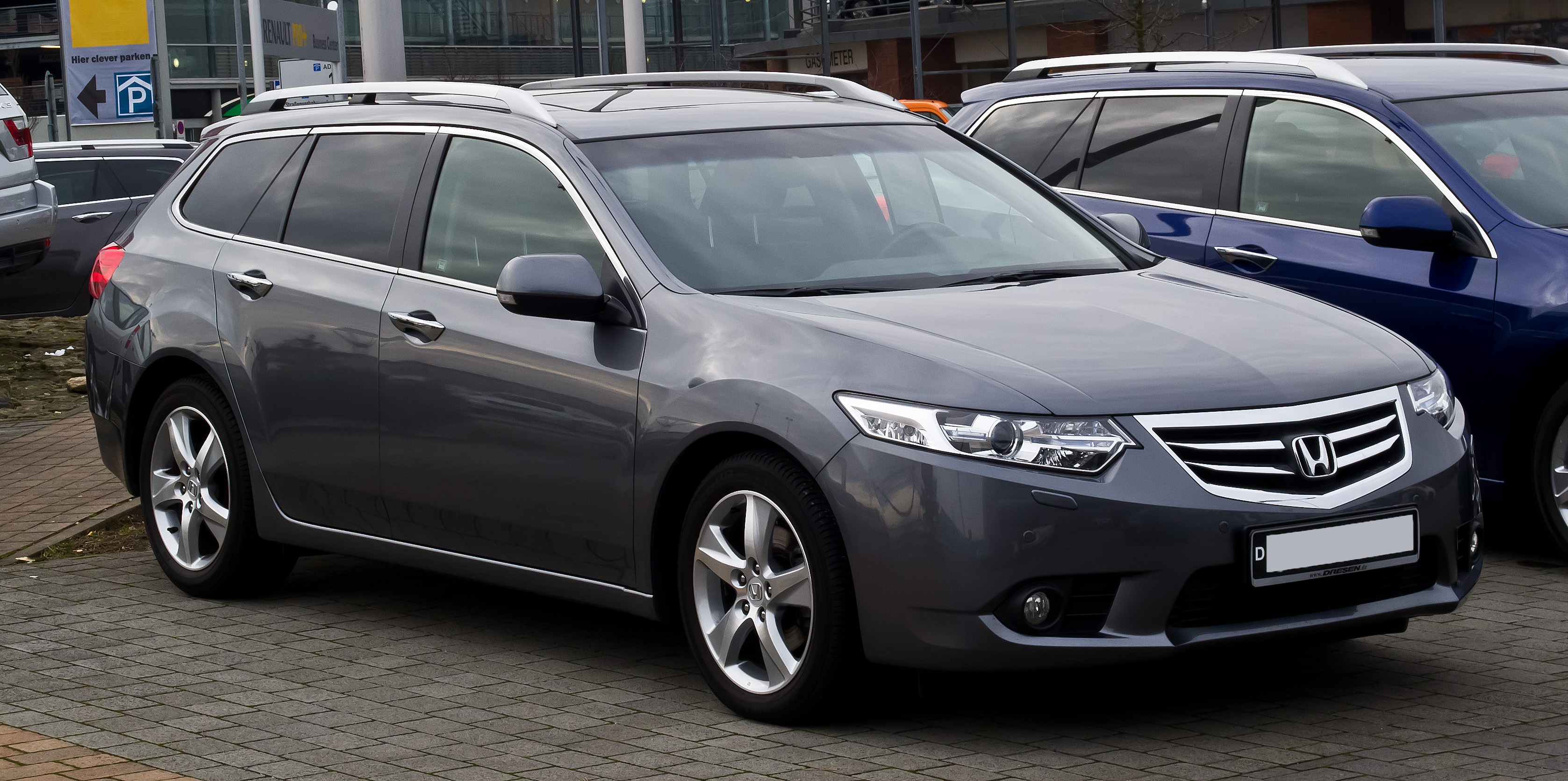
アコードツアラー 後期型 欧州仕様ディーゼル

### 8代目 北米・アジア仕様 CP1/2/3型
2007年8月21日に量産仕様が発表され、アメリカでは2007年9月より販売が開始された。エンジンは先代と同様のK24Z型とJ35A型が搭載され、V6エンジンはインスパイアと同様の「VCM」の搭載版と非搭載版がある。ハイブリッドシステムを小型車向けに絞る方針となったことで、先代にあったハイブリッドモデルは用意されていない。ボディタイプはセダンとクーペがあり、北米仕様のセダンの外観はリアコンビネーションランプがトランクリッドまで回り込んでいないなど、インスパイアと若干の相違点がある。ボディの大型化によりセダンモデルのみEPA基準でフルサイズカーに分類されることとなった。トランスミッションは5速ATと5速MT、クーペでは5速ATと6速MTが用意される。直4モデルとV6 VCM仕様の5速ATモデルにはPZEV仕様（Partial Credit Zero Emission Vehicle：部分的なゼロ排出ガス車）があり、カリフォルニア州の環境基準を採用しているアメリカ15州でのみ販売されている。
2007年11月にタイで発売が開始された。中国、韓国をはじめとしたアジアの他オーストラリア、ニュージーランド等といったオセアニア地域でも販売されている。欧州、日本仕様アコードと併売が行われる地域ではアコードV6とネーミングされている。アジア仕様はセダンモデルのみで、エンジンは地域により2.0LのR20A型も用意される。
2007年12月、5代目「インスパイア」として日本で発売された。
2009年秋、クロスオーバーSUVの「アコードクロスツアー」（後に「クロスツアー」に改名）を発売した。セダンをベースとしたファストバックスタイルの5ドアハッチバックで、なだらかなルーフラインと大型のフロントグリルが特徴である。エンジンもセダンと同じVCM搭載版のV6 J35A型で、トランスミッションは5速ATのみ。FFとリアルタイム4WD仕様である。
2009年半ば、これまでオハイオ州のメアリズビル工場で生産していたV6セダンモデルの大半がアラバマ州のリンカーン工場に移管された。リンカーン工場での乗用車の生産は初となる。代わりにメアリーズビル工場と同州のアンナエンジン工場で直4モデルと直4エンジンを増産し、日本の埼玉製作所からの直4モデルの輸出台数を削減した。
2011年モデルではフェイスリフトが行われ、フロント部やリアのテールランプのデザインが小変更されたほか、空力の改善や5速ATの改良により燃費が向上した。
2013年12月、マレーシアのプロトンがペルダナの2代目モデルとして生産・発売。2016年6月には大幅にマイナーチェンジされ、独自の外装が与えられた。

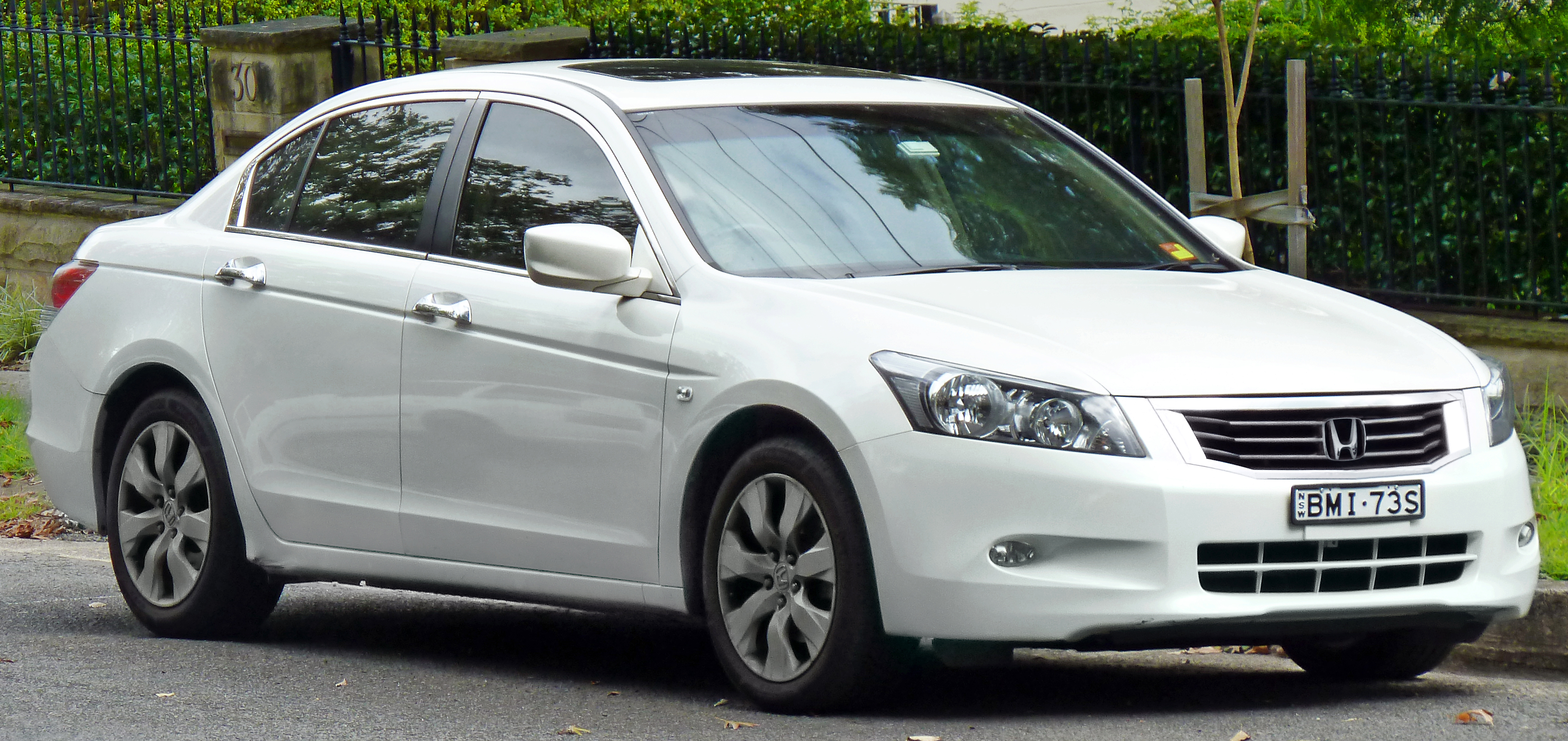
8代目アコードセダン
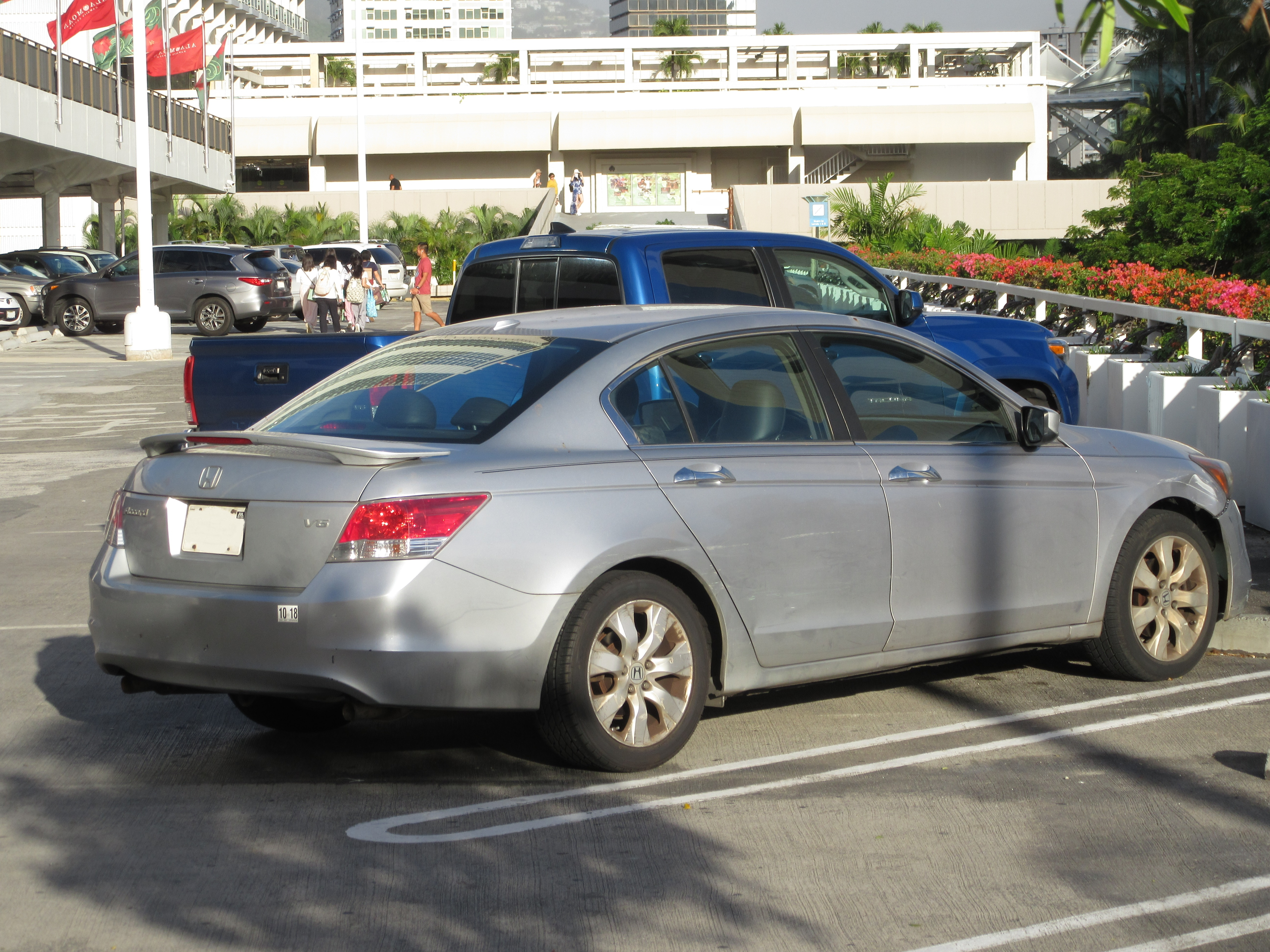
8代目アコードセダン リア
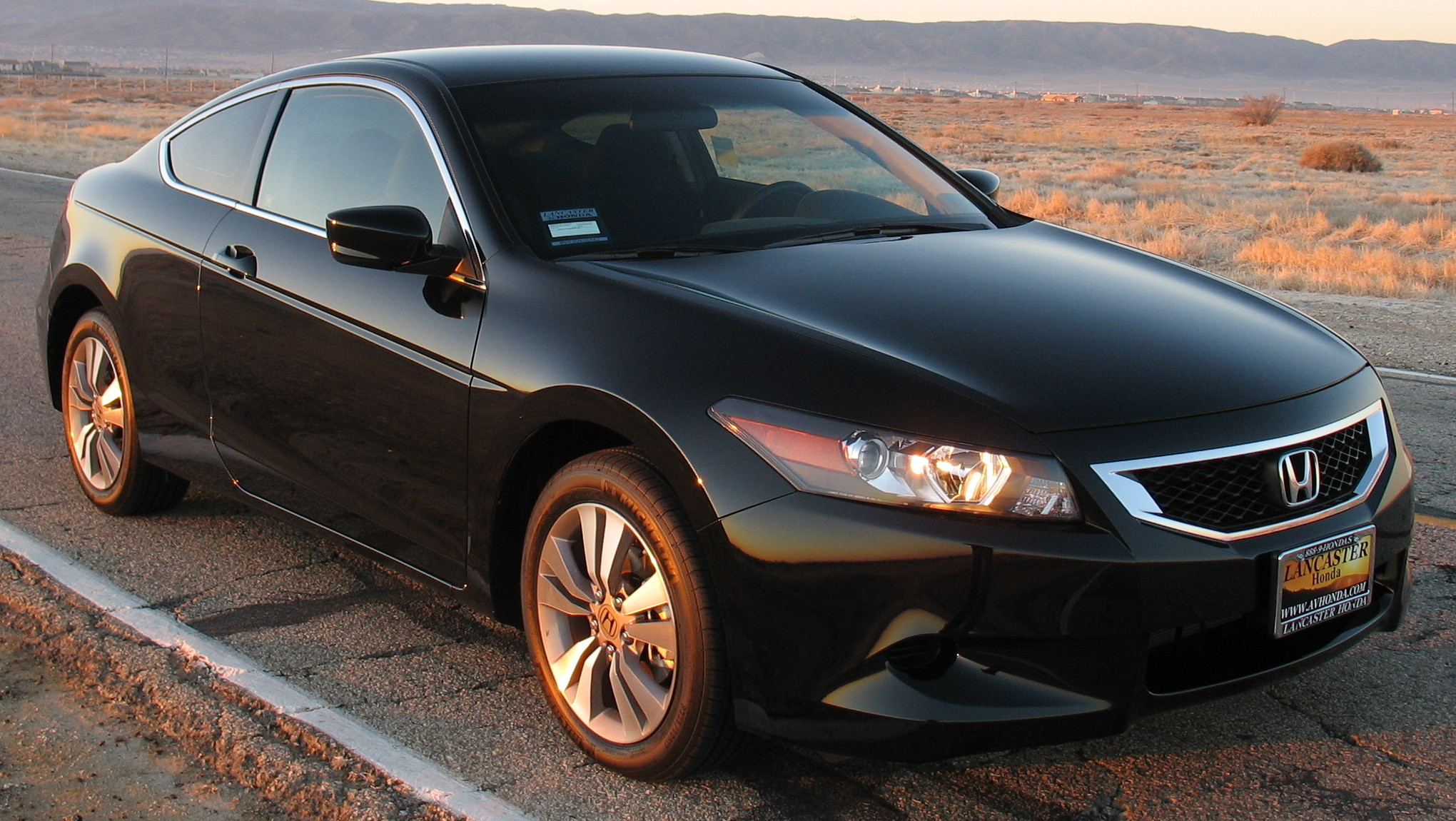
6代目アコードクーペ
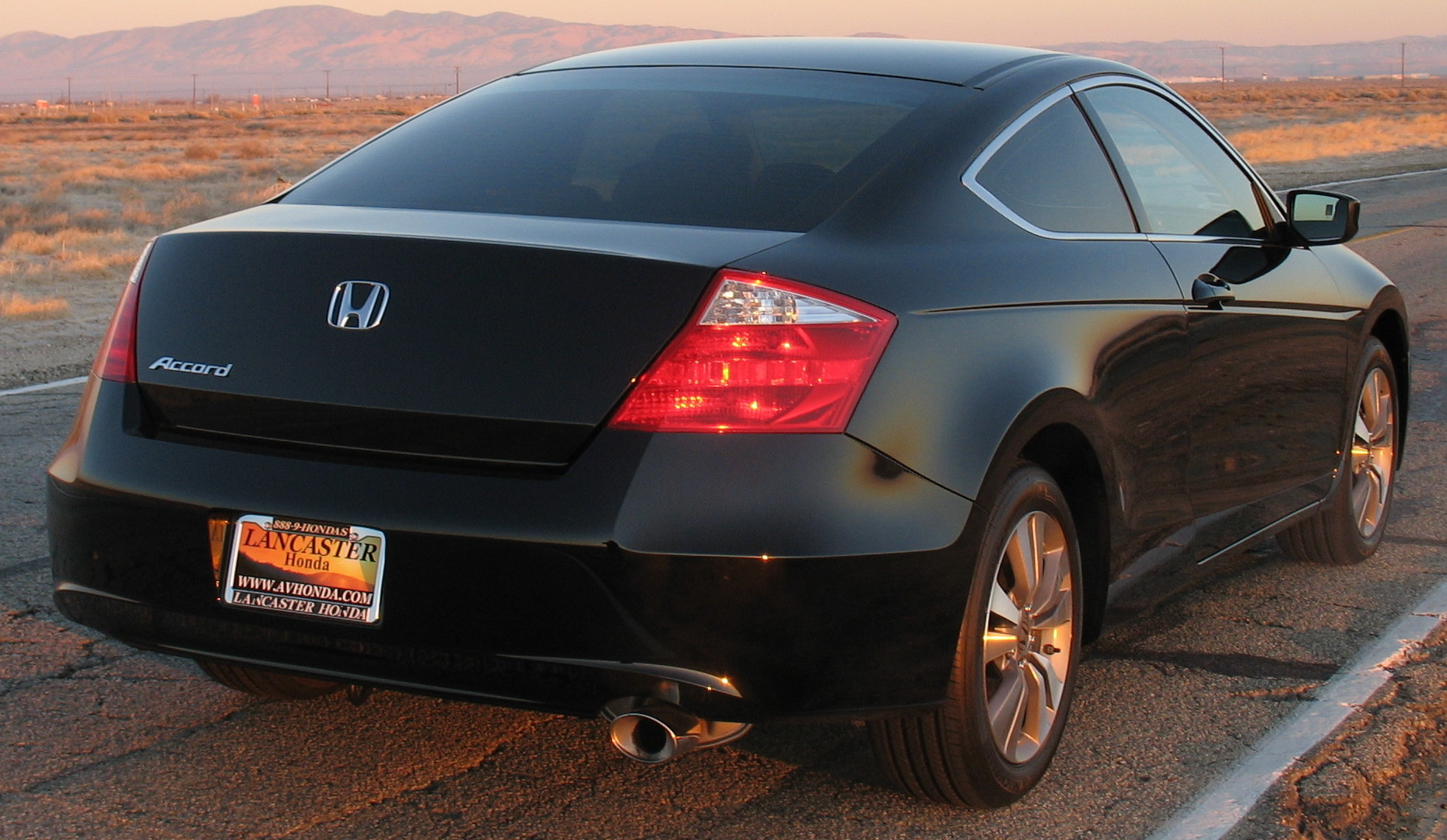
6代目アコードクーペ
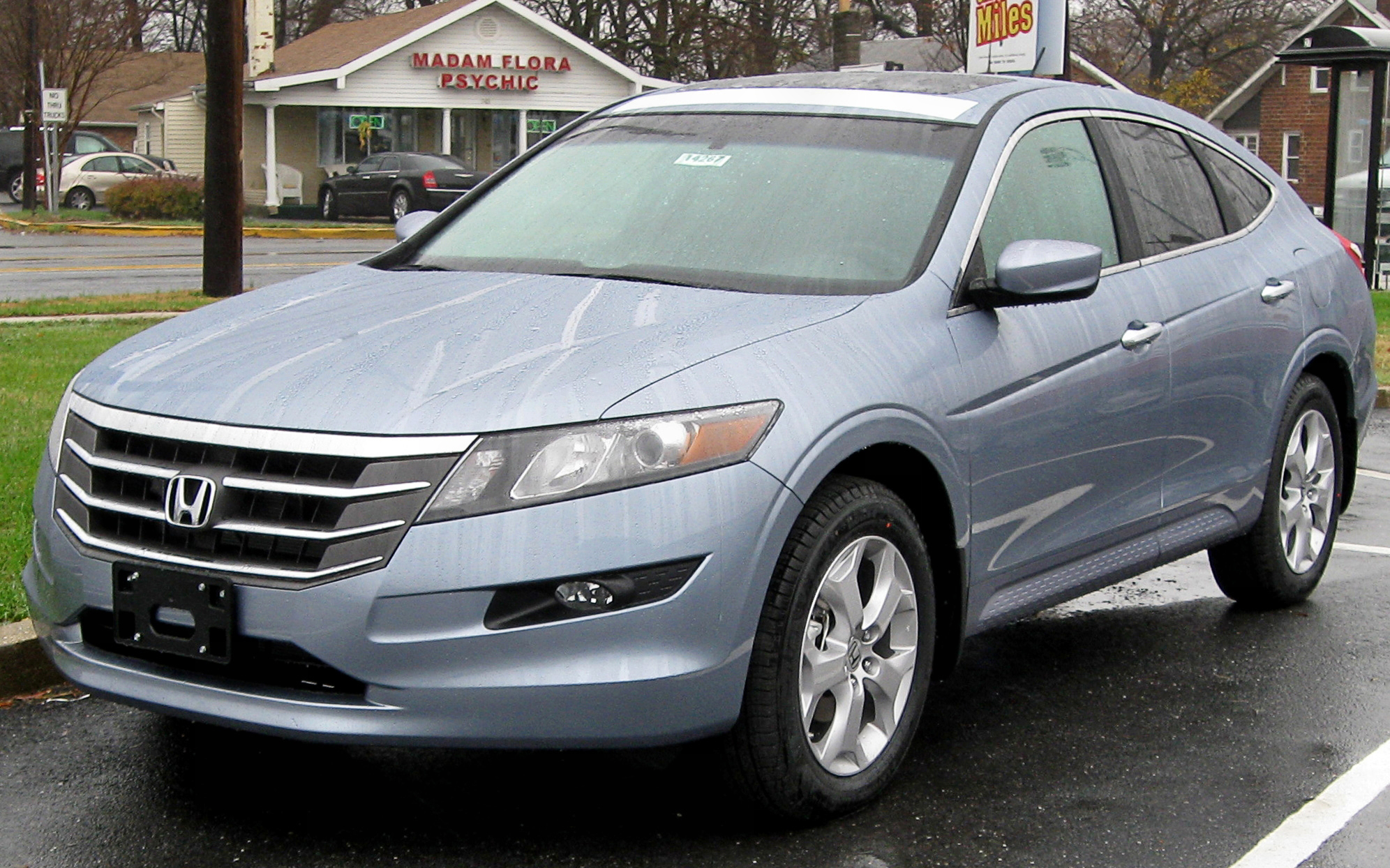
アコードクロスツアー フロント
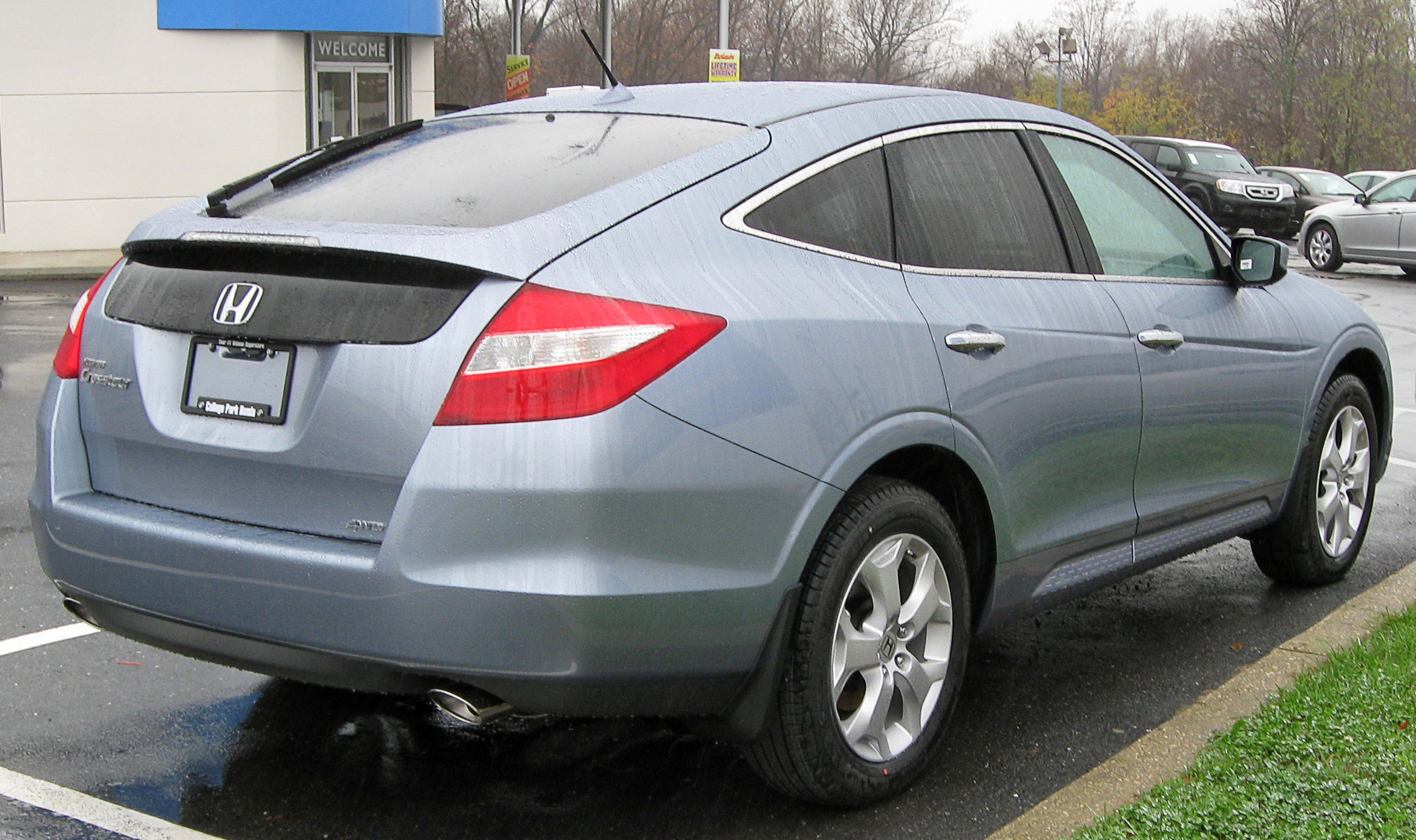
アコードクロスツアー リア
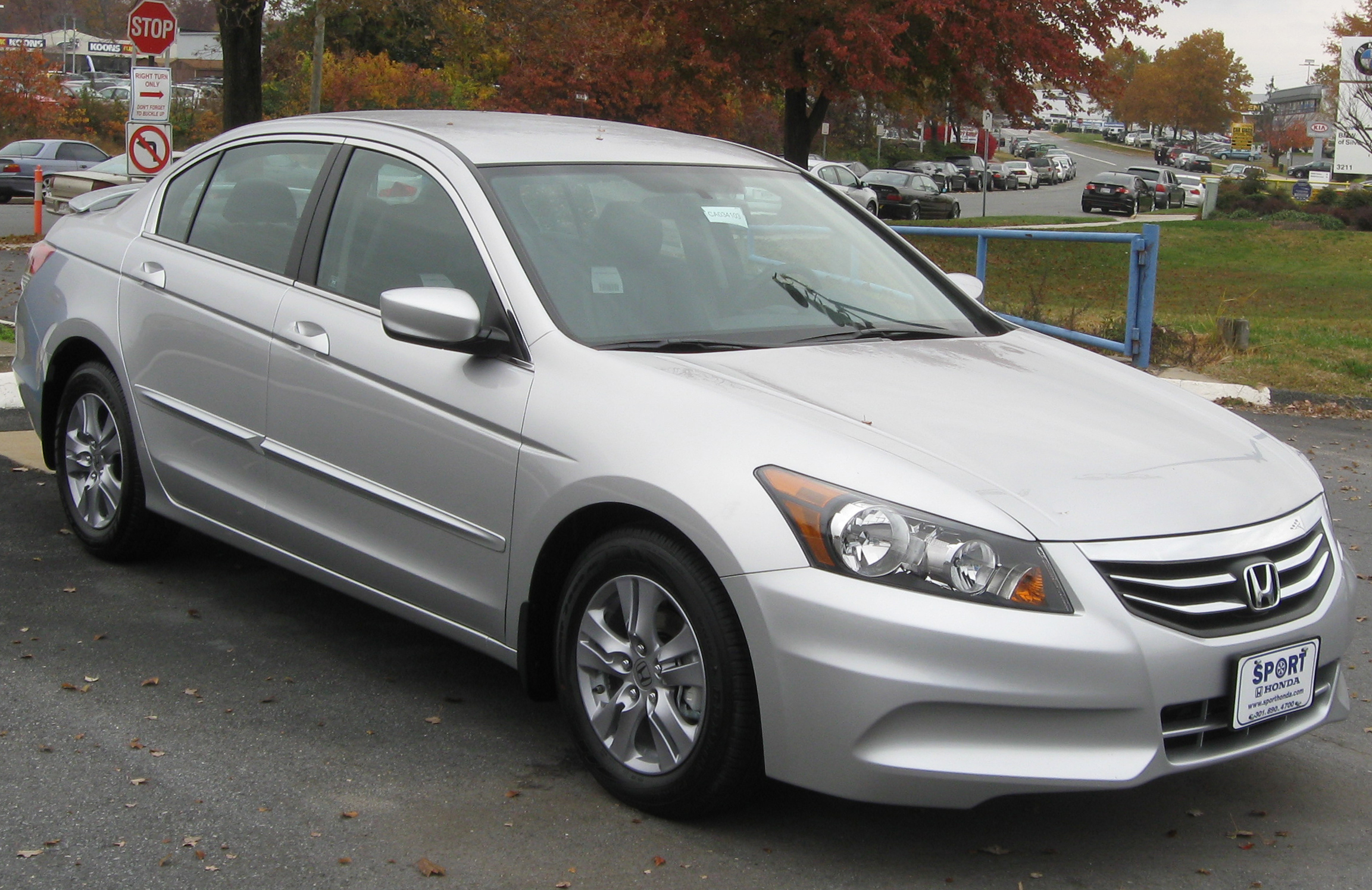
2011 モデル アコードセダン
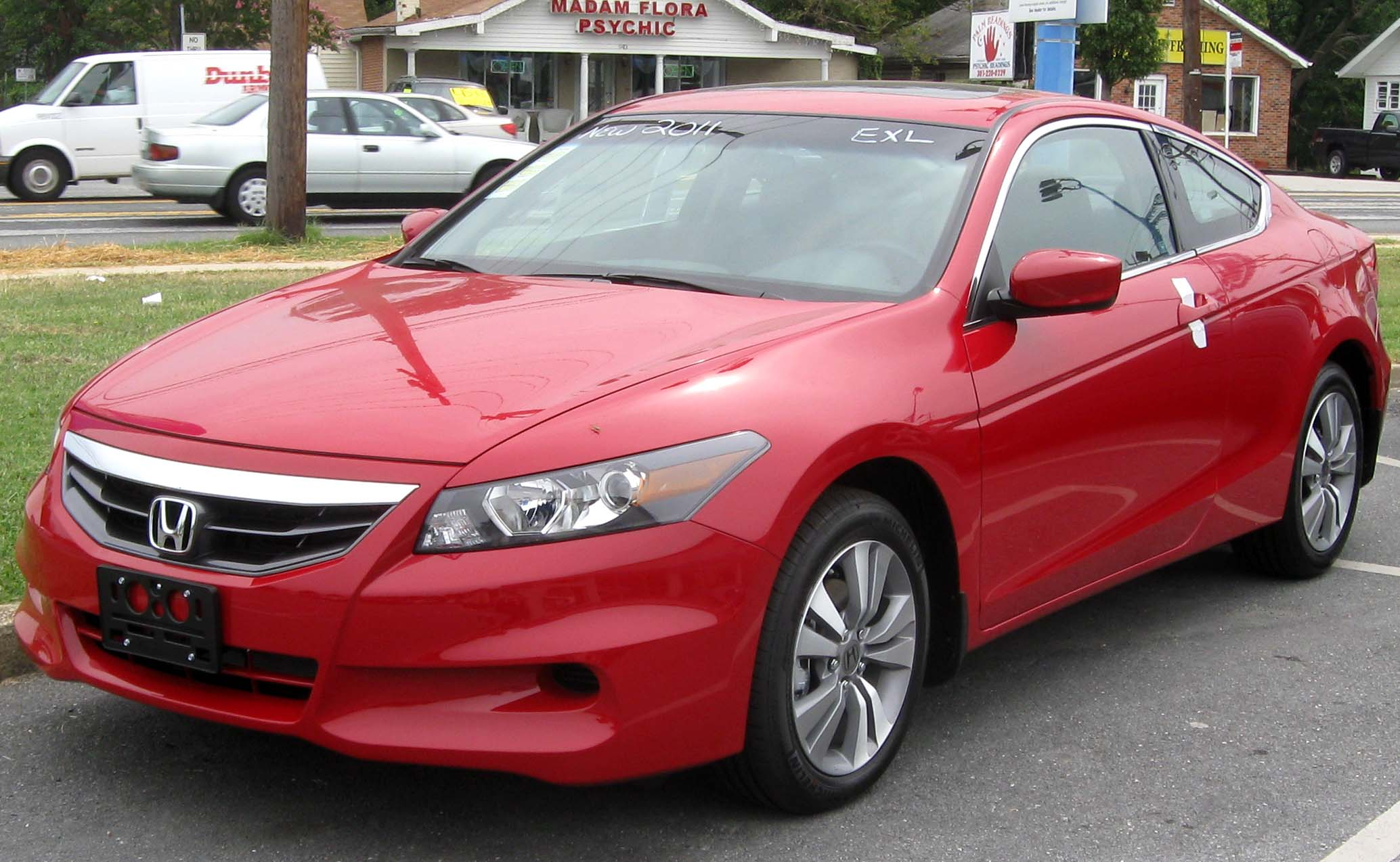
2011 モデル アコードクーペ

#### 安全性
米国道路安全保険協会（IIHS）の安全テストでは13項目で最も評価の高い「Good」を獲得している。横転テストと側面衝突でのキャビン強度の項目で「Acceptable（まあまあ）」となった 。
米国高速道路交通安全局（NHTSA）の衝突テストのスコアは以下の通り。
- Frontal Driver:
- Frontal Passenger:
- Side Driver:
- Side Rear Passenger:
- Rollover:

### 欧州仕様
エンジンは、K24A型とR20A型の他に2.2L 直4 ディーゼルのN22B型がラインナップされる。
2009年1月に、ディーゼルエンジンと5速ATを組み合わせたモデルが追加された。この5速ATは、ディーゼルエンジン用にホンダが独自に開発し、初めて採用したものである。

#### Type S
2009年ジュネーブモーターショーにてType Sが発表された。エンジンはN22B型ディーゼルの高出力版で、ターボチャージャーやシリンダーヘッドの改良、インタークーラーの大型化により、最高出力は150PSから180PS、最大トルクは350N·mから380N·mに向上している。トランスミッションは6速MT。外観では専用18インチアルミホイール、ウインカーのクリアレンズ化が識別ポイントとなる。

## 9代目 CR5/6/7型（2013年 - 2020年)
2012年の北米国際オートショーでプロトタイプ2013モデルとしてセダン、クーペともに発表され、その後9月19日にセダンが、翌10月15日にクーペがアメリカ国内で発売。日本では2013年6月20日に発表され、翌21日にセダンのみ発売された。なお、中華人民共和国では2013年9月12日に広汽本田汽車が9代目アコードを発売したが、中国仕様車については大型化された独自のフロントグリルを備えている。
6代目から続いてきた仕向先によるボディの差別化が廃止され、北米向けのモデルが日欧を含む全ての市場においてスタンダードとなった。ボディサイズは先代よりややコンパクトになり、室内容量もわずかに小さくなったものの、ヘッドルームやショルーダールームはほぼ同サイズで、リアレッグルームやトランク容量は大きく拡大した。フロントサブフレームは、アルミニウムとスチールのハイブリッド構造でホンダ独自の摩擦攪拌接合により連続接合している。新世代のACE（Advanced Compatibility Engineering）衝突安全ボディを採用し、高張力鋼板の使用率もアップしている。
エンジンはセダン、クーペともに直4 2.4LとV6 3.5Lという構成は変わらないが、「EARTH DREAMS TECHNOLOGY」と称する技術を導入し改良された。直4はK24W型直噴エンジンに一新して環境性能を大幅に上げるとともに、最高出力も185hpとしており、トルクも全域で大幅に向上した。バルブ挟み角は51度から35度に変更されたことにより燃焼室がコンパクトとなった。また、圧縮比は10.5から11.1と高圧縮比化された。エンジン重量も先代より3.5%の軽量化を果たしている。スポーツセダンモデルではハイフローエギゾーストの採用により最高出力が189hpと4hp向上している。一方、V6は基本こそ変わらないものの、吸排気ポートやi-VTECの改良により最高出力を278hpにまで引き上げている。6速ATモデルで採用されるVCMは、先代の6-4-3気筒の3段階からリアバンクの3気筒を休止する2段階となったものの、i-VTECによる低速、高速域での吸気バルブタイミング・リフト量切り替え機能が加わっており（リアバンクは休止含め3ステージ）、実用域のトルクが大幅向上した。その結果3気筒での動作域の拡大が可能となり燃費アップにつながっている。i-VTECの切り替えタイミングは5,150rpmとなっている（VCM非搭載の6速MTモデルは4,900rpm）。3気筒での動作域の拡大に伴う振動に対応するため、28V駆動の新型ACM（アクティブコントロールエンジンマウント）を採用している。
これらに組み合わせられるトランスミッションは、セダン/クーペのEX-LとセダンのV6モデル以外では6速MTが標準となっており、4気筒モデルでは先代の5速MTからよりコンパクトな6速MTに変更された。オプションでアコード初となるCVTが直4に、6速ATがV6に用意され、ともにパドルシフトが備わる（先述のグレードには標準装備）。なお、2013年には追ってプラグインハイブリッド仕様も追加される。
最上位のツーリングセダンモデルでは、ホンダ初のLEDプロジェクターヘッドライトが採用され、V6モデルにはLEDのデイタイムランニングライト（DRL）が採用されている。
安全装備については、今回新たに設定されたものとして、LaneWatchブラインドスポットモニターが挙げられる。
これは、ドアミラーに内蔵されたカメラを使って、車外の死角となる部分を室内のモニターに映し出し、LEDで知らせることで、危険を減らそうというものである。同時に、車線をはみ出した時にアラームで知らせる車線逸脱防止システムも装備する。
- 2012年9月19日にアメリカで発売が開始された。
- 2013年3月15日 - メディア向けに技術説明会が行なわれ、その席上において次期モデルが6月にハイブリッド専用車種として復活し、6代目以降 仕向け地に合わせて複数存在した車体も、北米仕様と日本国内仕様とが共通になると、報道された[48]。
- 2013年5月31日 - ホームページで先行公開した。ハイブリッドシステム「SPORT HYBRID（スポーツ ハイブリッド） i-MMD」を搭載し、燃費は30.0km/L（JC08モード）と発表されている[49]。
- 2013年6月20日 - 日本国内でアコードハイブリッド、アコードプラグインハイブリッドを公式発表。翌6月21日より販売開始[50]。
- 2015年7月10日 - ナイジェリアのホンダオートモービル・ウエスタンアフリカの工場で生産開始[51]。

### 2016年マイナーチェンジ
フロントデザインは大幅に見直され、インラインタイプのフルLEDヘッドライト及びLEDフォグライトが採用された。そのイメージは車両グレードに見合った高級かつ精巧なものになった。ホイールサイズはEXグレードで18インチが採用された。特筆すべき点はボディ剛性強化、振幅反応ダンパー採用、防音仕様の見直しによる乗り心地（NVH）面で大幅な改善が図られた点。改善効果は大きく、クラスに見合ったNVHを得た。安全面でも改善されホンダセンシングが標準装備化。特にACCは全車速度追従方式へ改善され、インパネ上部のセンターディスプレイに左後方を広く映すLane Watch機能が追加。これは車両の左後方の映像をドアミラーに内蔵したカメラによりドライバーへ視覚的に映像情報を伝える安全装備である（業界初）。
ナビ配置は上段から下段へ移され、新たにApple CarPlayやAndroid Autoの機能が付加され車両のネット接続がより促進された。後期型はシフトノブが廃され、5代目レジェンドや2代目NSXで採用されたエレクトリックギアセレクターに変更された。この流れは車両の電動化を象徴する変化である。実際、アコードのパワートレインの主役はモーターであり、トルコン及びミッション等のトルク伝達機構は存在しないため、PHVに近いと言える。エンジンとモーターの仕様も一部改善され、燃費も改善されている。トランクスペースはHV用のバッテリーが小型化し、よりスペースが確保された。

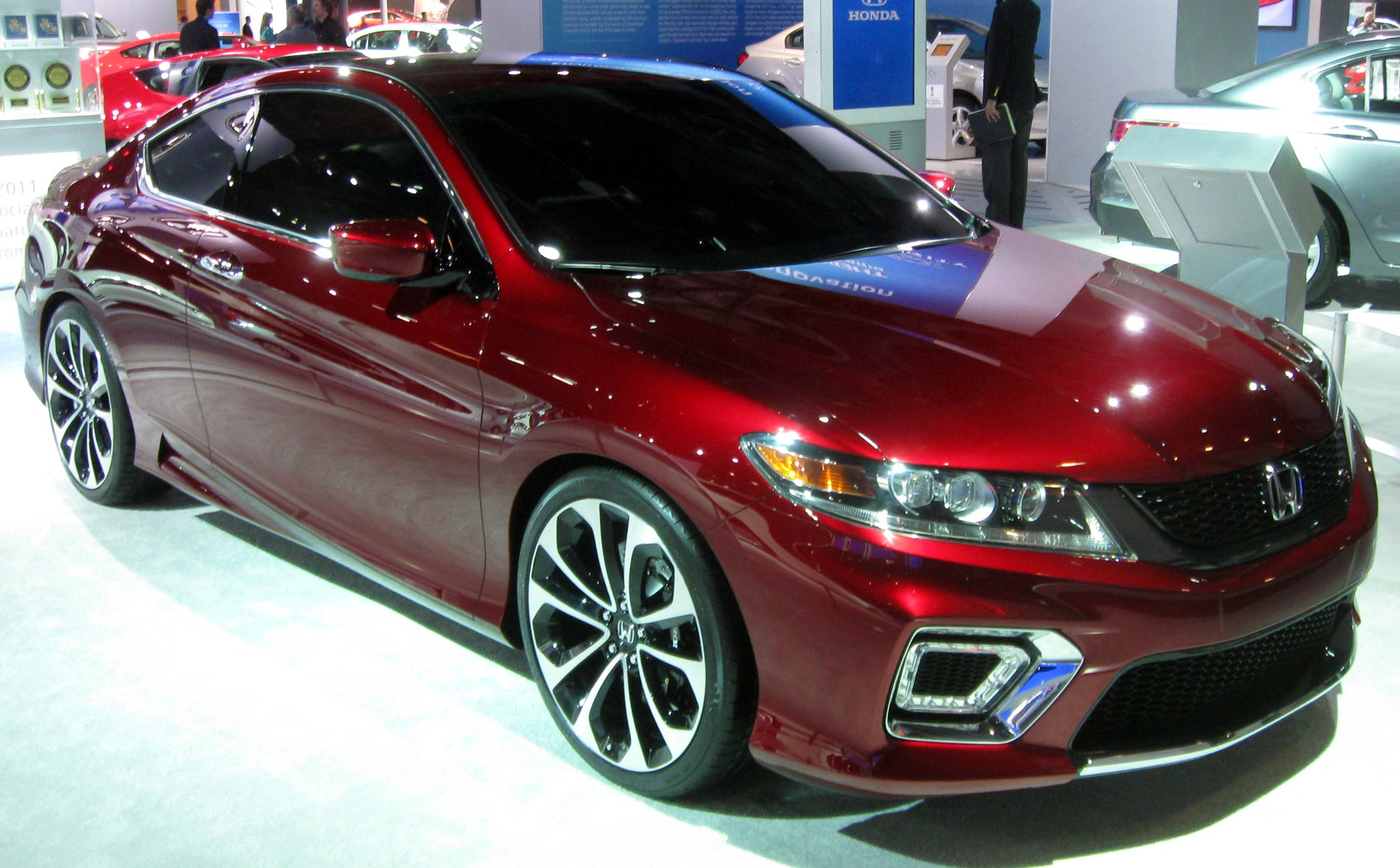
クーペ（コンセプト）
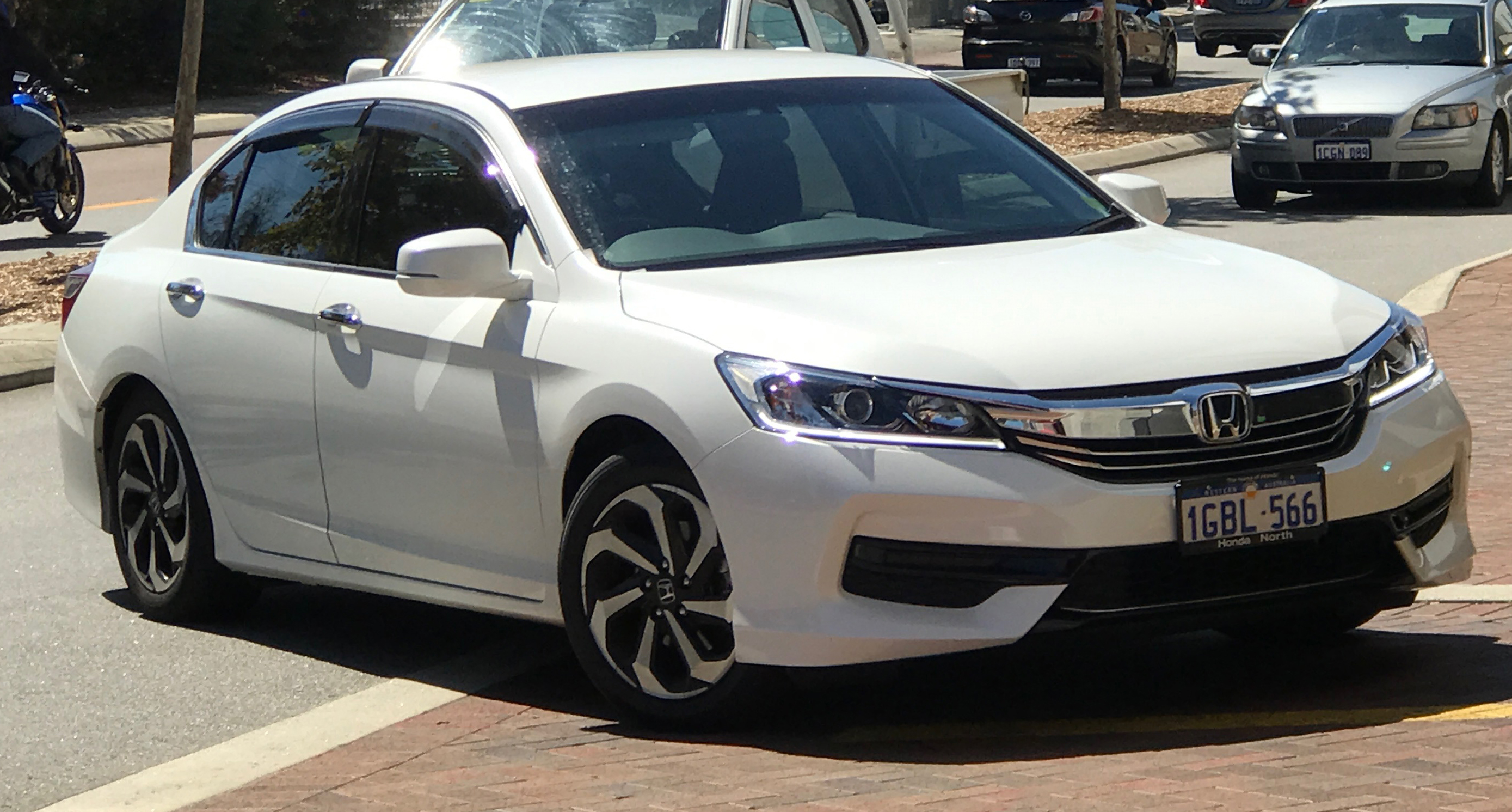
改良型
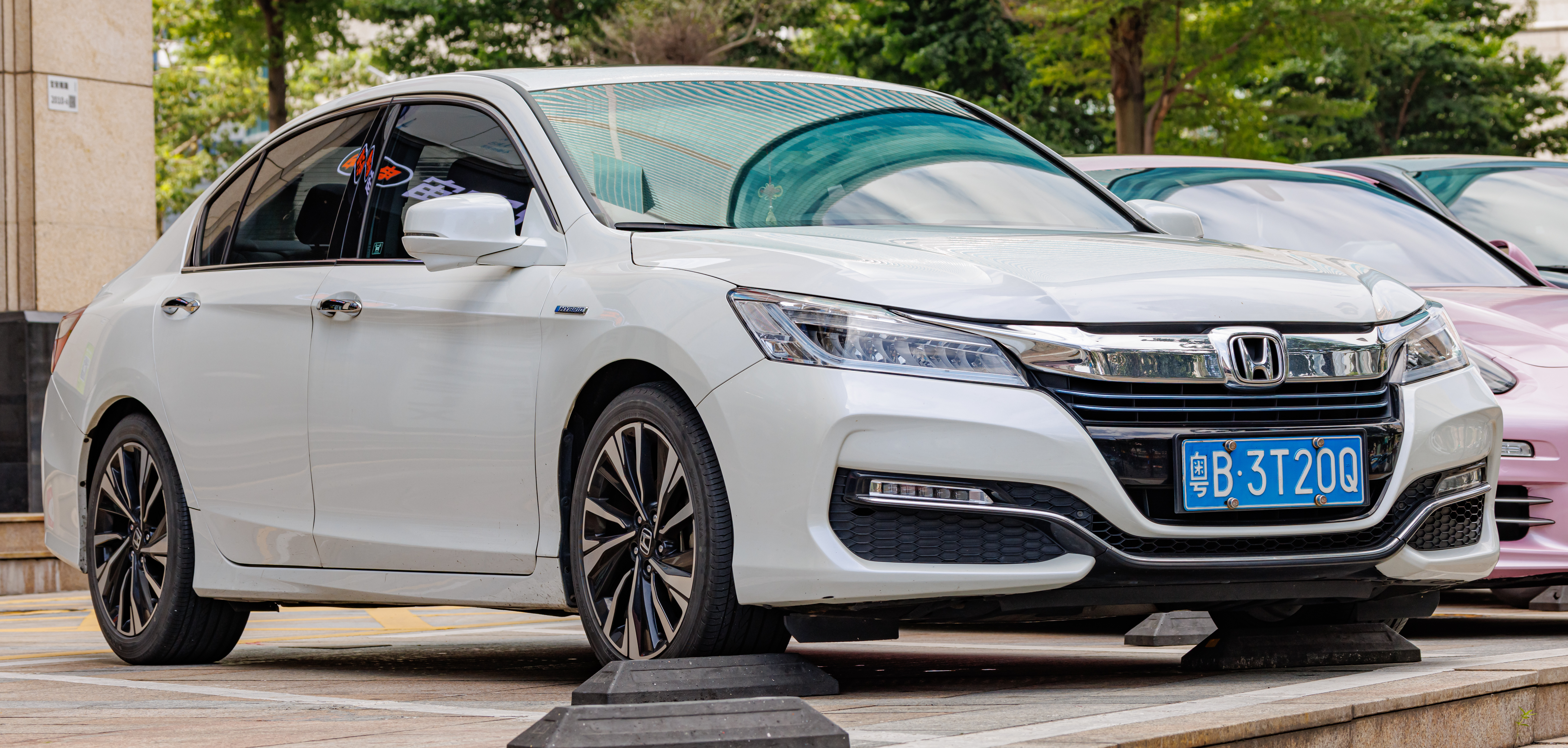
中国仕様車改良型（ハイブリッド仕様）
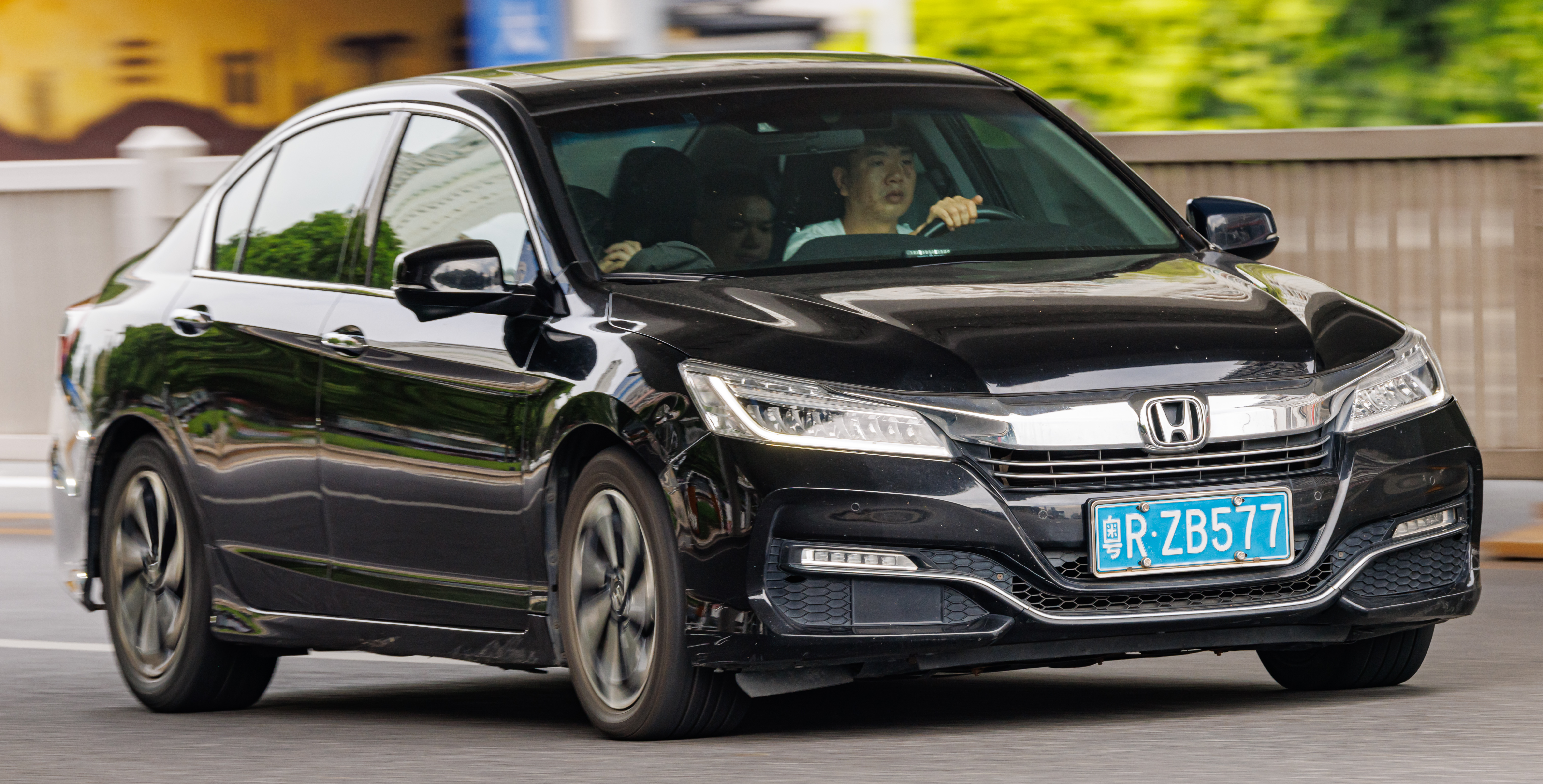
中国仕様車改良型

## 10代目 CV3型（2017年 - 2023年）
2017年7月14日、北米で秋の発売が予定されている10代目アコードを発表した。外観は9代目よりも幅広く・低くしたワイド&ローとなり、フロントオーバーハングを短縮し、ボンネットは長く低くした。内装はホイールベースの拡大により後席足元スペースを拡大したほか、フロントピラーをスリム化。メーターは7インチTFT液晶となり、上級グレードには6インチのヘッドアップディスプレイ、ワイヤレス携帯端末充電器、NFC（近距離無線通信規格）、車内4G LTE Wi-Fiも搭載される。
月間目標販売台数は300台と発表されている。
パワートレインは1.5Lと2.0Lの直噴ターボエンジンが用意され、トランスミッションは1.5L車がCVT、2.0L車には10速ATがそれぞれ備わり、Sportグレードには6速MTが設定される。ハイブリッド車には「SPORT HYBRID i-MMD」が搭載され、インテリジェント・パワー・ユニット（IPU）をコンパクト化して後席フロア下に搭載したことで、ガソリン車と同等のトランクスペースと6:4の後席分割可倒を可能にした。安全面では安全運転支援システム「Honda SENSING」が全グレードに標準装備される。
ボディ構造においては、次世代ACEボディの採用や、超高張力鋼板・高機能接着剤の適応拡大を行い、シャシーには可変ギアレシオ付きデュアルピニオンEPSとアコードでは初採用となるアダプティブダンパーシステムを採用。2.0L車には「Sport」と「Normal」の2種類の走行モードを備えた「Two-Mode Driving System」も採用。上級グレードやスポーツグレードには、19インチタイヤを装備した。
2020年2月20日に発表された日本仕様車は、9代目同様ハイブリッドモデルのみかつEXグレードのみのモノグレード設定となるが、エンジンをLFB型に換装し、モーターに9代目ハイブリッドモデルと同じH4型とした2モーター方式のハイブリッドシステム「e:HEV」を採用。WLTCモード走行による排出ガス並びに燃料消費率に対応しており、「平成30年排出ガス基準75%低減レベル（☆☆☆☆☆）」認定を取得している。日本仕様車では9代目・2016年5月マイナーチェンジモデルで導入済みの「Honda SENSING」は後方誤発進抑制機能とオートハイビームが追加された。ボディカラーは9代目から踏襲される「ルナシルバー・メタリック」以外の4色が刷新され、「プラチナホワイト・パール（有料色）」、「クリスタルブラック・パール」、「ブリリアントスポーティブルー・メタリック」、「パッションレッド・パール」が設定された。なお、日本仕様車はこの代よりタイ（ホンダオートモービル（タイランド））生産による輸入車となった。

### 年表
- 2017年10月18日、アメリカで販売開始[54]。
- 2017年10月27日、カナダで販売開始[55]。
- 2018年4月16日、中国仕様車（広汽本田汽車製）を販売開始[56]。追って、同年10月25日、東風本田汽車製造の姉妹車が「インスパイア」の名で発表・販売を開始した。
- 2019年8月2日、日本仕様車が2020年初めにフルモデルチェンジされることになり、関連情報をホームページ上に先行公開したことが発表された[57]。
- 2019年10月23日、「第46回東京モーターショー2019」にジャパンプレミアとして日本仕様車を公開した[58]。
- 2020年2月20日に日本仕様車のフルモデルチェンジが発表された（翌2月21日発売）[59]。
- 2022年9月、フルモデルチェンジのため日本市場モデルを生産終了[60]、2023年1月31日をもって販売終了となり、ホンダの公式サイトからも削除された。レジェンド、インサイトに続く終了で、日本市場におけるホンダの新車ラインアップから、後述する11代目アコードが投入されるまで、4ドアセダンが一時的に消滅した。

## 11代目 CY2型（2023年 - ）
2022年11月10日（現地時間）に、北米で2023年に年初の発売が予定されている11代目アコードが発表された。10代目モデルよりも全長が約70mm伸び、キャラクターラインがよりシャープとなる。リアのトレッドも約10mm広くなった。キャビンは全長に対して後ろ寄りに配置され、リアピラーが傾斜され、10代目モデルよりも更にファストバッククーペ風スタイルを強めた外見となった。
月間目標販売台数は200台と発表されている。
メーターは独自の表示機能を持たせた10.2インチのデジタルメーター・パネルとなり、ハイブリッド車には12.3インチのタッチスクリーンを設け、最上位モデルにはHonda初となる「Google built-in」が搭載される。ナビゲーション、交通情報のアップデート、エアコンの温度設定などを音声操作で行うことが可能で、OSやアプリのソフトウェア更新についてもOTA（Over the Air）により可能となっている。
パワートレインは2.0Lハイブリッドシステムと1.5L直列4気筒DOHC直噴ターボエンジンの2種類が用意され、ハイブリッド車は日本では11代目シビック「e:HEV」に導入されている「Individual」モードが設定された。「Honda SENSING」は視野角90度のカメラと視野角120度の広角レーダーの採用によって検知範囲が広角化され、二輪車を含めて認識能力を向上。白線や縁石などの道路境界線や標識などの認識能力やアコードで初となる渋滞運転支援機能「トラフィックジャムアシスト」が追加された。
北米以外にも日本を含めたグローバルでの展開も予定されており、各地域ごとに装備仕様が異なるため、今後各地域での詳細発表があることがアナウンスされた。
2023年4月18日には、上海モーターショー2023にてプラグインハイブリッドモデル（e:PHEV）が発表された。先行して発表された、北米仕様の「e:HEV」に搭載されているエンジンをベースに電動モーターと容量17.7kWhのバッテリーを搭載している。パワートレインには、2.0Lガソリンエンジンを搭載し、電動モーター単体で181hpを発生させ、システム全体では最高出力203hP、最大トルク335Nmを実現している。
日本では2024年春にフルモデルチェンジを実施することを同年9月21日に発表、同日に先行情報（ティザーサイト）を公開、同年12月に先行予約の受付が開始され、2024年3月7日にフルモデルチェンジを正式発表、翌3月8日に発売された。日本仕様では2.0Lのe:HEVモデルのみが設定され、「Honda SENSING」はフロントセンサーカメラの有効水平画角を約100°に広角化され、フロントレーダーと各コーナーに5台のミリ波レーダーを装備することで360°センシングを可能にしたほか、前方交差車両警報、車線変更時衝突抑制機能、車線変更支援機能が追加された全方位安全運転支援システム「Honda SENSING 360」や北米仕様にも採用されている「Google built-in」、ユーザーごとにエアコンの温度設定、オーディオソース、照明などの車内機能を一括設定することが可能な「エクスペリエンスセレクションダイヤル」といった、日本国内のHonda車で初採用される機能や装備が盛り込まれる。ボディカラーは10代目モデルからプラチナホワイト・パールとクリスタルブラック・パールの2色が踏襲され、赤系はイグナイトレッド・メタリックに、青系はキャニオンリバーブルー・メタリックにそれぞれ変更され、新たにメテオロイドグレー・メタリックを追加。クリスタルブラック・パール以外は全て有料色となる。日本発売と同時に、前述の「Honda SENSING 360」を更に強化し、ハンズオフ機能付高度車線内運転支援機能、レコメンド型車線変更支援機能、カーブ路外逸脱早期警報、降車時車両接近警報、ドライバー異常時対応システムを加えた「Honda SENSING 360+」搭載車を2025年に発売予定であることが発表された。
2025年3月20日、前述の「Honda SENSING 360+」搭載タイプ「e:HEV Honda SENSING 360+」を2025年初夏に発売することを発表、ティザーサイトが開設されたのと同時に先行予約受付を開始した。同年5月29日に追加を正式発表、翌5月30日に発売される。なお、「Honda SENSING 360+」の追加のみならず、インテリアカラーはブラック選択時はルーフライニングやピラーもブラックで統一され、「e:HEV Honda SENSING 360+」専用でホワイトレザーシートを採用したホワイトも設定。外観は18インチアルミホイールはベルリナブラック+ダーク切削クリア仕様に、ドアミラーがブラックになるほか、ボディカラーでイグナイトレッド・メタリック又はキャニオンリバーブルー・メタリック選択時はシャークフィンアンテナもブラックとなる。

## 車名の由来
- 英語で「調和」・「一致」・「和解」などを意味する「Accord」に由来する。「自動車の理想の姿を、人とクルマの中の調和に求める」という思想で命名された[67]。

## 姉妹車
- ホンダ・ビガー
- ホンダ・アスコット
- ホンダ・トルネオ
- アキュラ・TSX
- いすゞ・アスカ
- プロトン・ペルダナ

## 派生車
- ホンダ・アコードクーペ
- ホンダ・アコードインスパイア
- ホンダ・アコードワゴン
  - ホンダ・アコードツアラー
- ホンダ・アコードユーロR
- ホンダ・アコードハイブリッド
- ホンダ・アコードプラグインハイブリッド
- ホンダ・アコードエアロデッキ
- ホンダ・アコードクロスツアー
- ホンダ・スピリア
- 光岡・ヌエラ（7代目アコードがベース）